# الطواف النسائي للاتحاد الدولي لكرة المضرب – 2012 (يوليو–سبتمبر)
الطواف النسائي للاتحاد الدولي لكرة المضرب هي نسخة عام 2012 من الجولة الثانية في لعبة كرة المضرب للمحترفات. تنظمها الاتحاد الدولي لكرة المضرب وهي درجة أقل من جولة رابطة محترفات التنس. يتضمن الطواف العالمي لكرة المضرب النسائية برعاية الاتحاد الدولي لكرة المضرب بطولات بجوائز مالية تتراوح من $15،000 إلى $100،000.

## المواسم
| مواسم الطواف العالمي لكرة المضرب النسائية برعاية الاتحاد الدولي لكرة المضرب | مواسم الطواف العالمي لكرة المضرب النسائية برعاية الاتحاد الدولي لكرة المضرب | مواسم الطواف العالمي لكرة المضرب النسائية برعاية الاتحاد الدولي لكرة المضرب | مواسم الطواف العالمي لكرة المضرب النسائية برعاية الاتحاد الدولي لكرة المضرب | مواسم الطواف العالمي لكرة المضرب النسائية برعاية الاتحاد الدولي لكرة المضرب | مواسم الطواف العالمي لكرة المضرب النسائية برعاية الاتحاد الدولي لكرة المضرب | مواسم الطواف العالمي لكرة المضرب النسائية برعاية الاتحاد الدولي لكرة المضرب | مواسم الطواف العالمي لكرة المضرب النسائية برعاية الاتحاد الدولي لكرة المضرب | مواسم الطواف العالمي لكرة المضرب النسائية برعاية الاتحاد الدولي لكرة المضرب | مواسم الطواف العالمي لكرة المضرب النسائية برعاية الاتحاد الدولي لكرة المضرب |
| تسعينيات القرن العشرين                                                      | تسعينيات القرن العشرين                                                      | تسعينيات القرن العشرين                                                      | تسعينيات القرن العشرين                                                      | تسعينيات القرن العشرين                                                      | تسعينيات القرن العشرين                                                      | تسعينيات القرن العشرين                                                      | تسعينيات القرن العشرين                                                      | تسعينيات القرن العشرين                                                      | تسعينيات القرن العشرين                                                      |
| --------------------------------------------------------------------------- | --------------------------------------------------------------------------- | --------------------------------------------------------------------------- | --------------------------------------------------------------------------- | --------------------------------------------------------------------------- | --------------------------------------------------------------------------- | --------------------------------------------------------------------------- | --------------------------------------------------------------------------- | --------------------------------------------------------------------------- | --------------------------------------------------------------------------- |
| 1994                                                                        | 1995                                                                        | 1995                                                                        | 1996                                                                        | 1997                                                                        | 1998                                                                        | 1999                                                                        |                                                                             |                                                                             |                                                                             |
| العقد الأول من القرن 21                                                     |                                                                             |                                                                             |                                                                             |                                                                             |                                                                             |                                                                             |                                                                             |                                                                             |                                                                             |
| 2000                                                                        | 2001                                                                        | 2002                                                                        | 2003                                                                        | 2004                                                                        | 2005                                                                        | 2006                                                                        | 2007                                                                        | 2008 الربع الأول · الربع الثاني · الربع الثالث                              | 2009                                                                        |
| العقد الثاني من القرن 21                                                    |                                                                             |                                                                             |                                                                             |                                                                             |                                                                             |                                                                             |                                                                             |                                                                             |                                                                             |
| 2010 الربع الأول · الربع الثاني · الربع الثالث · الربع الرابع               | 2011 الربع الأول · الربع الثاني · الربع الثالث · الربع الرابع               | 2012 الربع الأول · الربع الثاني · الربع الثالث · الربع الرابع               | 2013 الربع الأول · الربع الثاني · الربع الثالث · الربع الرابع               | 2014 الربع الأول · الربع الثاني · الربع الثالث · الربع الرابع               | 2015 الربع الأول · الربع الثاني · الربع الثالث · الربع الرابع               | 2016 الربع الأول · الربع الثاني · الربع الثالث · الربع الرابع               | 2017 الربع الأول · الربع الثاني · الربع الثالث · الربع الرابع               | 2018 الربع الأول · الربع الثاني · الربع الثالث · الربع الرابع               | 2019 الربع الأول · الربع الثاني · الربع الثالث · الربع الرابع               |
| العقد الثالث من القرن 21                                                    |                                                                             |                                                                             |                                                                             |                                                                             |                                                                             |                                                                             |                                                                             |                                                                             |                                                                             |
| 2020 الربع الأول · الربع الثاني · الربع الثالث · الربع الرابع               | 2021 الربع الأول · الربع الثاني · الربع الثالث · الربع الرابع               | 2022 الربع الأول · الربع الثاني · الربع الثالث · الربع الرابع               | 2023 الربع الأول · الربع الثاني · الربع الثالث · الربع الرابع               | 2024 الربع الأول · الربع الثاني · الربع الثالث · الربع الرابع               | 2025 الربع الأول · الربع الثاني · الربع الثالث · الربع الرابع               |                                                                             |                                                                             |                                                                             |                                                                             |

## المفتاح
| الفئات      | القيمة المالية |
| بطولات W100 | $100,000       |
| بطولات W75  | $75,000        |
| بطولات W50  | $50,000        |
| بطولات W25  | $25,000        |
| بطولات W15  | $15,000        |
| بطولات W10  | $10,000        |

## الأشهر

### يوليو
| الأسبوع  | البطولة | الفائزات                                                     | الوصيفات                                 | المتأهلات لنصف النهائي                     | المتأهلات لربع النهائي                                                            |
| -------- | --- | ------------------------------------------------------------ | ---------------------------------------- | ------------------------------------------ | --------------------------------------------------------------------------------- |
| 2 يوليو  | تورنيو إنترناسيونال ريجيوني بيمونتي بييلا، إيطاليا ملعب ترابي $100،000 Singles – Doubles                                          | جوهانا لارسون 6–3، 6–4                                       | آنا تاتيشفيلي                            | ناستازيا بورنيت رومينا أوبراندي            | باربورا زاهلافوفا-ستريكوفا إيرينا خروماتشيفا ألكسندرا كادانتو إيدينا جالوفيتس هول |
| 2 يوليو  | تورنيو إنترناسيونال ريجيوني بيمونتي بييلا، إيطاليا ملعب ترابي $100،000 Singles – Doubles                                          | إيفا هردينوفا ميرفانا يوجيتش سالكيتش 1–6، 6–3، [10–8]        | ساندرا كليمينشيتس تاتيانا مالك           | ناستازيا بورنيت رومينا أوبراندي            | باربورا زاهلافوفا-ستريكوفا إيرينا خروماتشيفا ألكسندرا كادانتو إيدينا جالوفيتس هول |
| 2 يوليو  | كولورادو إنترناسيونال دنفر، الولايات المتحدة ملعب صلب $50،000 Singles – Doubles                                                   | نيكول غيبس 6–2، 3–6، 6–4                                     | جولي كوين                                | غابرييلا باز ريكا فوجيوارا                 | ماري إيف بللوتيه جنيفر إيلي ماديسون برينجل أليكسا جلاتش                           |
| 2 يوليو  | كولورادو إنترناسيونال دنفر، الولايات المتحدة ملعب صلب $50،000 Singles – Doubles                                                   | ماري إيف بللوتيه شيلبي روجرز 6–3، 3–6، [12–10]               | لورين إمبري نيكول غيبس                   | غابرييلا باز ريكا فوجيوارا                 | ماري إيف بللوتيه جنيفر إيلي ماديسون برينجل أليكسا جلاتش                           |
| 2 يوليو  | Reinert Open فرسمولد، ألمانيا ملعب ترابي $50،000 فردي – زوجي                                                                      | آنيكا بيك 6–3، 6–1                                           | أناستازيا سيفاستوفا                      | بيبيان ويجيرس ديناه بفيزينماير             | ريتشل هوجينكامب كريستينا ملادينوفيتش آنا زيا سارة جرونيرت                         |
| 2 يوليو  | Reinert Open فرسمولد، ألمانيا ملعب ترابي $50،000 فردي – زوجي                                                                      | ميلين أرويو ماريا إيروغيين 6–1، 6–4                          | إيلينا بوغدان ريكا-لوكا ياني             | بيبيان ويجيرس ديناه بفيزينماير             | ريتشل هوجينكامب كريستينا ملادينوفيتش آنا زيا سارة جرونيرت                         |
| 2 يوليو  | دينين، فرنسا ملعب ترابي $25،000 قرعة المباريات الفردية والزوجية نسخة محفوظة 2012-09-08 على موقع واي باك مشين.                     | كريستينا كوكوفا 6–2، 1–6، 6–2                                | ميكايلا أونتشوفا                         | آنا فرلجيتش بيمرا أوزجن                    | إيرينا بريمون كريستينا ميتو ميرتل جورج سيلين غيزكيير                              |
| 2 يوليو  | دينين، فرنسا ملعب ترابي $25،000 قرعة المباريات الفردية والزوجية نسخة محفوظة 2012-09-08 على موقع واي باك مشين.                     | ميرتل جورج سيلين غيزكيير 6–4، 6–2                            | ميكايلا أونتشوفا إيزابيلا شنيكوفا        | آنا فرلجيتش بيمرا أوزجن                    | إيرينا بريمون كريستينا ميتو ميرتل جورج سيلين غيزكيير                              |
| 2 يوليو  | مديلبورخ، هولندا ملعب ترابي $25،000 قرعة المباريات الفردية والزوجية                                                               | كيرستن فليبكينس 6–1، 6–0                                     | أرغوان رضائي                             | يلينا بوفينا يوريكا سما                    | كاتالينا بيلا جونري ناميجاتا فاليريا سولوفيفا مارينا ميلنيكوفا                    |
| 2 يوليو  | مديلبورخ، هولندا ملعب ترابي $25،000 قرعة المباريات الفردية والزوجية                                                               | جونري ناميجاتا يوريكا سما 6–3، 6–1                           | برنيس فان دي فيلدي أنجيليك فان دير ميت   | يلينا بوفينا يوريكا سما                    | كاتالينا بيلا جونري ناميجاتا فاليريا سولوفيفا مارينا ميلنيكوفا                    |
| 2 يوليو  | روفيريتو، إيطاليا ملعب ترابي $15،000 قرعة المباريات الفردية والزوجية                                                              | تيميا باشينسكي 6–0، 6–2                                      | آنه شيفر                                 | إيرينا بورياتشوك أغنيس زوكيني              | إستيلي جويزارد ألريكك إيكري كلوديا جيوفين ديانا بوزيان                            |
| 2 يوليو  | روفيريتو، إيطاليا ملعب ترابي $15،000 قرعة المباريات الفردية والزوجية                                                              | إستيلي جويزارد جوليا ماير 3–6، 3–6                           | ديانا بوزيان دانييل هارمسن               | إيرينا بورياتشوك أغنيس زوكيني              | إستيلي جويزارد ألريكك إيكري كلوديا جيوفين ديانا بوزيان                            |
| 2 يوليو  | هوزهو، الصين ملعب ترابي 15،000 دولار قرعة المباريات الفردية والزوجية                                                              | ليو تشانغ 3–6، 4–6                                           | تشانغ كيلين                              | زو شياو تانغ هوتشين                        | زو أيوين تشياكي أوكادايو تيان ران هو يوييوي                                       |
| 2 يوليو  | هوزهو، الصين ملعب ترابي 15،000 دولار قرعة المباريات الفردية والزوجية                                                              | لي ييهونغ تشانغ كيلين 6–3، 4–6، [6–10]                       | تيان ران وانغ يافان                      | زو شياو تانغ هوتشين                        | زو أيوين تشياكي أوكادايو تيان ران هو يوييوي                                       |
| 2 يوليو  | إسطنبول، تركيا ملعب صلب 10،000 دولار قرعة المباريات الفردية والزوجية                                                              | ميليس سيزر 7–6(5–7)، 4–6                                     | ساندرا روما                              | جوليا ستاماتوفا بيرميت دوفاناييفا          | آنا بوغدان ألونا فومينا ستيفاني سيموني باشاك إرايدن                               |
| 2 يوليو  | إسطنبول، تركيا ملعب صلب 10،000 دولار قرعة المباريات الفردية والزوجية                                                              | باشاك إرايدن ميليس سيزر 6–1، 6–4                             | إليزابيث فورنييه بريتاني وووتشوك         | جوليا ستاماتوفا بيرميت دوفاناييفا          | آنا بوغدان ألونا فومينا ستيفاني سيموني باشاك إرايدن                               |
| 2 يوليو  | بروكسل، بلجيكا ملعب ترابي $10،000 قرعة المباريات الفردية والزوجية                                                                 | ناتاليا ريجونكوفا 6–2، اعتزال                                | كارولينا ولوداركزاك                      | إيلين بوكينز كاثارينا لينيرت               | سيلفيا نجيريتش كلوي باكيوت دانييلا سيغيل كارولين دانيلز                           |
| 2 يوليو  | بروكسل، بلجيكا ملعب ترابي $10،000 قرعة المباريات الفردية والزوجية                                                                 | دانييلا سيغيل آنا سمولينا 2–6، 6–2، [10–7]                   | إيلين بوكينز كارولينا ولوداركزاك         | إيلين بوكينز كاثارينا لينيرت               | سيلفيا نجيريتش كلوي باكيوت دانييلا سيغيل كارولين دانيلز                           |
| 2 يوليو  | بروكوبليي، صربيا ملعب ترابي $10،000 قرعة المباريات الفردية والزوجية                                                               | فيكتوريا كان 6–1، 6–2                                        | ماريا موخ                                | شانتال شكاملوفا آنا سافيتش                 | هوليا إيسين فيكتوريا ماليَفا ألكسندرا تريفونوفِك كارين مورجوشوفا                    |
| 2 يوليو  | بروكوبليي، صربيا ملعب ترابي $10،000 قرعة المباريات الفردية والزوجية                                                               | لوسيا بوتكوفسكا فيكتوريا كان 6–0، 2–6، [10–7]                | لينا جورشكَسكا داليا زافيروفا             | شانتال شكاملوفا آنا سافيتش                 | هوليا إيسين فيكتوريا ماليَفا ألكسندرا تريفونوفِك كارين مورجوشوفا                    |
| 2 يوليو  | نيودلهي، الهند ملعب صلب $10،000 قرعة المباريات الفردية والزوجية                                                                   | ميابي إينوِ 6–2، 6–2                                          | أنكيتا راينا                             | روتوجا بسالي يانغ زاوكسوان                 | كاثرين آيب بريرنا بهامبري فانيا دانجوال شويتا رانا                                |
| 2 يوليو  | نيودلهي، الهند ملعب صلب $10،000 قرعة المباريات الفردية والزوجية                                                                   | ريسا هاسجَوا ميابي إينوِ 1–6، 7–5، [10–1]                      | شويتا رانا برارتانا ثومبَري               | روتوجا بسالي يانغ زاوكسوان                 | كاثرين آيب بريرنا بهامبري فانيا دانجوال شويتا رانا                                |
| 2 يوليو  | شرم الشيخ، مصر ملعب ترابي $10،000 قرعة المباريات الفردية والزوجية                                                                 | آنا مورجينا 6–3، 6–1                                         | كاميلا كيريمبايفا                        | فنيز تشان سابرينا بامبورك                  | زالينا خيرودينوفا آبي مايرز باربرا بونيتش ماجي عزيز                               |
| 2 يوليو  | شرم الشيخ، مصر ملعب ترابي $10،000 قرعة المباريات الفردية والزوجية                                                                 | فنيز تشان آنا مورجينا 6–1، 6–2                               | ماجي عزيز مورا إشاك                      | فنيز تشان سابرينا بامبورك                  | زالينا خيرودينوفا آبي مايرز باربرا بونيتش ماجي عزيز                               |
| 2 يوليو  | باتايا، تايلند ملعب صلب $10،000 قرعة المباريات الفردية والزوجية                                                                   | لوكسيكا كومخوم 6–2، 6–2                                      | نونجنادا واناسوك                         | آشلي كير نيشا ليرتبيتاكسينتشاي             | خوان تينغ-فاي آنا تيلبا ماري تاناكا ناباتساكورن سانكايو                           |
| 2 يوليو  | باتايا، تايلند ملعب صلب $10،000 قرعة المباريات الفردية والزوجية                                                                   | إري هوزمي ماري تاناكا 4–6، 6–4، [12–10]                      | تايرا كالدروود ديان هولاندز              | آشلي كير نيشا ليرتبيتاكسينتشاي             | خوان تينغ-فاي آنا تيلبا ماري تاناكا ناباتساكورن سانكايو                           |
| 2 يوليو  | تورون، بولندا ملعب ترابي $25،000 قرعة المباريات الفردية والزوجية نسخة محفوظة 2017-03-15 على موقع واي باك مشين.                    | دانكا كوفينتش 6–3، 4–6، 6–3                                  | بولا كانيا                               | كاترينا كرومبيروفا زوزانا زلوخوفا          | سيلفيا زاغورسكا ناديا كيتشينوك ديانا مارسنكفيتشا آنا كارولينا شميدلوفا            |
| 2 يوليو  | تورون، بولندا ملعب ترابي $25،000 قرعة المباريات الفردية والزوجية نسخة محفوظة 2017-03-15 على موقع واي باك مشين.                    | كاترينا كرومبيروفا مارتينا كوبيتشكوفا 1–6، 6–3، [10–4]       | كاتارزينا بيتر باربرا سوباشكفيتش         | كاترينا كرومبيروفا زوزانا زلوخوفا          | سيلفيا زاغورسكا ناديا كيتشينوك ديانا مارسنكفيتشا آنا كارولينا شميدلوفا            |
| 9 يوليو  | أوبن GDF سويز دي بياريتز بياريتز، فرنسا ملعب ترابي $100،000 أفراد – سحب مزدوج                                                     | رومينا أوبراندي 7–5، 7–5                                     | ماندي مينلا                              | بولين بارمنتييه أرانتشا روس                | إيفا بيرنروفا فيرجيني رازانو ماغدالينا ريباريكوفا ميرفانا يوجيتش سالكيتش          |
| 9 يوليو  | أوبن GDF سويز دي بياريتز بياريتز، فرنسا ملعب ترابي $100،000 أفراد – سحب مزدوج                                                     | سيفيرين بيلترام لورا ثورب 6–2، 6–3                           | لارا أروابارينا مونيكا بويغ              | بولين بارمنتييه أرانتشا روس                | إيفا بيرنروفا فيرجيني رازانو ماغدالينا ريباريكوفا ميرفانا يوجيتش سالكيتش          |
| 9 يوليو  | دورة ITF للسيدات – ياكيما ياكيما، الولايات المتحدة ملعب صلب $50،000 أفراد – زوجي                                                  | شيلبي روجرز 6–4، 6–7(3–7)، 6–3                               | سامانثا كراوفورد                         | تشو يمياو مايو هيبي                        | إيرينا بافلوفيتش ماديسون كيز فيكتوريا لارير ماديسون برينجل                        |
| 9 يوليو  | دورة ITF للسيدات – ياكيما ياكيما، الولايات المتحدة ملعب صلب $50،000 أفراد – زوجي                                                  | سامانثا كراوفورد ماديسون كيز 6–3، 2–6، [12–10]               | شو يفيان تشو يمياو                       | تشو يمياو مايو هيبي                        | إيرينا بافلوفيتش ماديسون كيز فيكتوريا لارير ماديسون برينجل                        |
| 9 يوليو  | Cooper Challenger واترلو، كندا ملعب ترابي $50،000 فردي – زوجي                                                                     | شارون فيشمان 6–3، 6–2                                        | جوليا غلوشكو                             | تشيه-يو هسو ماري إيف بللوتيه               | نيكا كوخارتشوك ميسا إجوشي ريكا فوجيوارا نيكول روتمان                              |
| 9 يوليو  | Cooper Challenger واترلو، كندا ملعب ترابي $50،000 فردي – زوجي                                                                     | شارون فيشمان ماري إيف بللوتيه 6–2، 7–5                       | شاكو أوياما غابرييلا دابروفسكي           | تشيه-يو هسو ماري إيف بللوتيه               | نيكا كوخارتشوك ميسا إجوشي ريكا فوجيوارا نيكول روتمان                              |
| 9 يوليو  | أشافنبورغ، ألمانيا ملعب ترابي $25،000 قرعة المباريات الفردية والزوجية                                                             | آنا لينا فريدسام 6–4، 2–6، 6–4                               | كاثرين وورل                              | آنا كارولينا شميدلوفا ريكا-لوسا ياني       | أناستازيا بيفوفاروفا فلورنسيا مولينيرو يانا كابلوفا إيلينا بوغدان                 |
| 9 يوليو  | أشافنبورغ، ألمانيا ملعب ترابي $25،000 قرعة المباريات الفردية والزوجية                                                             | فلورنسيا مولينيرو ستيفاني فوجت 6–3، 7–6(7–3)                 | مالو إجديسجارد ريكا-لوسا ياني            | آنا كارولينا شميدلوفا ريكا-لوسا ياني       | أناستازيا بيفوفاروفا فلورنسيا مولينيرو يانا كابلوفا إيلينا بوغدان                 |
| 9 يوليو  | زويفجم، بلجيكا ملعب ترابي $25،000 قرعة المباريات الفردية والزوجية نسخة محفوظة 2012-09-08 على موقع واي باك مشين.                   | أناستازيا سيفاستوفا 6–0، 6–3                                 | تشالا بويوكاكاتشاي                       | كريستينا كوكوفا ساندرا زانيوسكا            | أنجيليك فان دير ميت مارينا زانيفسكا كيرستن فليبكينس ألكساندرينا نايدينوفا         |
| 9 يوليو  | زويفجم، بلجيكا ملعب ترابي $25،000 قرعة المباريات الفردية والزوجية نسخة محفوظة 2012-09-08 على موقع واي باك مشين.                   | ميهايلا بوزارنيسكو نيكولا جوير 7–6(7–5)، 1–6، [10–4]         | كيم كيلسدونك نيكوليت فان أوترت           | كريستينا كوكوفا ساندرا زانيوسكا            | أنجيليك فان دير ميت مارينا زانيفسكا كيرستن فليبكينس ألكساندرينا نايدينوفا         |
| 9 يوليو  | هوزهو، الصين ملعب ترابي $15،000 قرعة المباريات الفردية والزوجية                                                                   | وين شين 3–6، 6–2، 6–1                                        | سون هونغروي                              | وانغ يافان قو لو                           | تانغ هوتشين لو شياوجينغ ليو تشانغ هو يوي يوي                                      |
| 9 يوليو  | هوزهو، الصين ملعب ترابي $15،000 قرعة المباريات الفردية والزوجية                                                                   | لي تينغ ليانغ تشن 7–5، 3–6، [10–6]                           | لي يي هونغ تيان ران                      | وانغ يافان قو لو                           | تانغ هوتشين لو شياوجينغ ليو تشانغ هو يوي يوي                                      |
| 9 يوليو  | تورينو، إيطاليا ملعب ترابي $10،000 قرعة المباريات الفردية والزوجية                                                                | إستيل جيسارد 6–4، 6–4                                        | أنجيليكا موراتيلي                        | أليس موروني يلينا سيميتش                   | ليزا سابينو سيلا بورزاني فيديريكا كويرشيا جاد سوفرين                              |
| 9 يوليو  | تورينو، إيطاليا ملعب ترابي $10،000 قرعة المباريات الفردية والزوجية                                                                | لوسيا سيرفيرا فاسكيز ديسبينا باباميتشايل 3–6، 6–3، [10–6]    | إستيل جيسارد كاتارينا نجرين              | أليس موروني يلينا سيميتش                   | ليزا سابينو سيلا بورزاني فيديريكا كويرشيا جاد سوفرين                              |
| 9 يوليو  | اسطنبول، تركيا ملعب صلب $10،000 قرعة المباريات الفردية والزوجية                                                                   | باشاك إرايدن 5–7، 6–4، 6–1                                   | تاتيانا بوا                              | زوزانا زلوخوفا إليزابيث فورنييه            | أولجا سايز لارّا أكاري إنوي بولينا ليكينا سيلفيا غارسيا خيمينيز                    |
| 9 يوليو  | اسطنبول، تركيا ملعب صلب $10،000 قرعة المباريات الفردية والزوجية                                                                   | أكاري إنوي كاوري أونيشي 6–1، 6–1                             | يوكا هيغوتشي هيرونو واتانابي             | زوزانا زلوخوفا إليزابيث فورنييه            | أولجا سايز لارّا أكاري إنوي بولينا ليكينا سيلفيا غارسيا خيمينيز                    |
| 9 يوليو  | ياش، رومانيا ملعب ترابي $10،000 قرعة المباريات الفردية والزوجية                                                                   | باتريسيا ماريا تيغ 6–2، 3–6، 6–4                             | رالوكا إلينا بلاتون                      | مارتينا كوبيجيكوفا غابرييلا تلابا          | لورا إنيا إستيفانيا هريستوف فيكتوريا توموفا أناستازيا فدوفينكو                    |
| 9 يوليو  | ياش، رومانيا ملعب ترابي $10،000 قرعة المباريات الفردية والزوجية                                                                   | ألكسندرا داماشين باتريسيا ماريا تيغ 6–3، 3–6، [11–9]         | مارتينا كوبيجيكوفا تيرييزا ماليكوفا      | مارتينا كوبيجيكوفا غابرييلا تلابا          | لورا إنيا إستيفانيا هريستوف فيكتوريا توموفا أناستازيا فدوفينكو                    |
| 9 يوليو  | باتايا، تايلاند ملعب صلب $10،000 قرعة المباريات الفردية والزوجية                                                                  | نونجنادا واناسوك 6–4، 4–6، 6–4                               | جانغ سو جونغ                             | ميهارو إيمايشي لافينيا تانانتا             | فنيز تشان بينجتارن بليبويتش آنا تيولبا تشو لين                                    |
| 9 يوليو  | باتايا، تايلاند ملعب صلب $10،000 قرعة المباريات الفردية والزوجية                                                                  | يورينا كوشينو يومي ميازاكي 6–4، 6–3                          | كامونوان بوايام دنغ مينغنينغ             | ميهارو إيمايشي لافينيا تانانتا             | فنيز تشان بينجتارن بليبويتش آنا تيولبا تشو لين                                    |
| 16 يوليو | BCR Open Romania Ladies بوخارست، رومانيا ملعب ترابي $100،000+H فردي – زوجي                                                        | ماريا تيريزا تورو فلور 6–3، 4–6، 6–4                         | غاربيني موغوروزا                         | أليز كورنيه الكسندرا كادانتو               | لورا بوس تيو ايرينا كاميليا باغو بولين بارمنتييه لارا أروابارينا                  |
| 16 يوليو | BCR Open Romania Ladies بوخارست، رومانيا ملعب ترابي $100،000+H فردي – زوجي                                                        | ايرينا كاميليا باغو أليز كورنيه 6–2، 6–0                     | إيلينا بوغدان رالوكا أولارو              | أليز كورنيه الكسندرا كادانتو               | لورا بوس تيو ايرينا كاميليا باغو بولين بارمنتييه لارا أروابارينا                  |
| 16 يوليو | Open 88 Contrexévile كونتريكزيفيل، فرنسا ملعب ترابي $50،000 فردي – زوجي                                                           | ارغوان رضائي 6–3، 2–6، 6–3                                   | إيفون ماوسبرجر                           | كريستينا ملادينوفيتش كيرستن فليبكينس       | شارلين سياتون كاثرينا ورلي ساندرا زانيوسكا يوليا بيجيلزيمير                       |
| 16 يوليو | Open 88 Contrexévile كونتريكزيفيل، فرنسا ملعب ترابي $50،000 فردي – زوجي                                                           | يوليا بيجيلزيمير ريناتا فوراكوفا 6–1، 6–1                    | تيريزا مردجا سيلفيا نجيريتش              | كريستينا ملادينوفيتش كيرستن فليبكينس       | شارلين سياتون كاثرينا ورلي ساندرا زانيوسكا يوليا بيجيلزيمير                       |
| 16 يوليو | Viccourt Cup دونيتسك، أوكرانيا ملعب صلب $50،000 فردي – زوجي                                                                       | فيسنا دولونك 6–2، 6–3                                        | ماريا جواو كوهلر                         | مارتا دوماتشوسكا يلينا سفيتولينا           | أندريا هلافاتشكوفا آلا كودريافتسيفا إيكاترينا إيفانوفا فالنتينا إيفاخنينكو        |
| 16 يوليو | Viccourt Cup دونيتسك، أوكرانيا ملعب صلب $50،000 فردي – زوجي                                                                       | ليودميلا كيتشينوك ناديا كيتشينوك 6–2، 7–5                    | فالنتينا إيفاخنينكو كاترينا كوزلوفا      | مارتا دوماتشوسكا يلينا سفيتولينا           | أندريا هلافاتشكوفا آلا كودريافتسيفا إيكاترينا إيفانوفا فالنتينا إيفاخنينكو        |
| 16 يوليو | آستانا، كازاخستان ملعب صلب $25،000 قرعة المباريات الفردية والزوجية نسخة محفوظة 2012-09-08 على موقع واي باك مشين.                  | لوكسيكا كومخوم 3–6، 6–3، 6–3                                 | نودنيدا لوانجنام                         | كسينيا ميليفسكايا نيجينا أبدوريموفا        | كسينيا كيريلوفا فيرونيكا كابشاي آنا دانيلينا فلادا إكشيباروفا                     |
| 16 يوليو | آستانا، كازاخستان ملعب صلب $25،000 قرعة المباريات الفردية والزوجية نسخة محفوظة 2012-09-08 على موقع واي باك مشين.                  | لوكسيكا كومخوم فاراتشايا وونجتينتشاي 6–2، 6–4                | فيرونيكا كابشاي إيكاترينا ياشينا         | كسينيا ميليفسكايا نيجينا أبدوريموفا        | كسينيا كيريلوفا فيرونيكا كابشاي آنا دانيلينا فلادا إكشيباروفا                     |
| 16 يوليو | ووكينغ-فوكسهيلز، المملكة المتحدة ملعب صلب $25،000 قرعة المباريات الفردية والزوجية نسخة محفوظة 2012-07-08 على موقع واي باك مشين.   | سارة جرونرت 6–2، 6–3                                         | ديانا مارسنكفيتشا                        | تارا مور أنس جابر                          | دانايكا بورثويك كورينا دينتوني نايومي برودي فيرونيكا سبيد رويج                    |
| 16 يوليو | ووكينغ-فوكسهيلز، المملكة المتحدة ملعب صلب $25،000 قرعة المباريات الفردية والزوجية نسخة محفوظة 2012-07-08 على موقع واي باك مشين.   | نيشا ليرتبيتاكسينتشاي بينجتارن بليبويتش 6–2، 7–5             | إيفون كافالي رييمرز نيكولا سلاتر         | تارا مور أنس جابر                          | دانايكا بورثويك كورينا دينتوني نايومي برودي فيرونيكا سبيد رويج                    |
| 16 يوليو | إيمولا، إيطاليا ملعب عشبي 25٬000 دولار قرعة المباريات الفردية والزوجية نسخة محفوظة 2012-10-23 على موقع واي باك مشين.              | فيديريكا دي سارا 6–4، 6–2                                    | جوليا ماير                               | إيرينا بورياتشوك أماندا كاريراس            | جوليا جاتو مونتيكوني جويا باربييري تادجا ماجريتش كلوديا جيوفين                    |
| 16 يوليو | إيمولا، إيطاليا ملعب عشبي 25٬000 دولار قرعة المباريات الفردية والزوجية نسخة محفوظة 2012-10-23 على موقع واي باك مشين.              | أليس بالدوتشي فيديريكا دي سارا انسحاب                        | تادجا ماجريتش مارينا ميلنيكوفا           | إيرينا بورياتشوك أماندا كاريراس            | جوليا جاتو مونتيكوني جويا باربييري تادجا ماجريتش كلوديا جيوفين                    |
| 16 يوليو | دارمشتات، ألمانيا ملعب ترابي 25٬000 دولار قرعة المباريات الفردية والزوجية نسخة محفوظة 2012-10-20 على موقع واي باك مشين.           | يوليا سيجموند 7–6(9–7)، 6–3                                  | آنا كارولينا شميدلوفا                    | ماشا زيك بشكيريتش فوجسلافا لوكيتش          | يانا كابلوفا أناستازيا بيفوفاروفا آنا فلوريس آنا زيا                              |
| 16 يوليو | دارمشتات، ألمانيا ملعب ترابي 25٬000 دولار قرعة المباريات الفردية والزوجية نسخة محفوظة 2012-10-20 على موقع واي باك مشين.           | يوليا كيملمان أنطونيا لوتنير 6–3، 6–1                        | مارتينا بوريكا بترا كرجسوفا              | ماشا زيك بشكيريتش فوجسلافا لوكيتش          | يانا كابلوفا أناستازيا بيفوفاروفا آنا فلوريس آنا زيا                              |
| 16 يوليو | إيفانسفيل، الولايات المتحدة ملعب صلب $10،000 قرعة المباريات الفردية والزوجية نسخة محفوظة 2019-03-29 على موقع واي باك مشين.        | مالوري بورديت 6–1، 6–2                                       | دوان ينغينغ                              | آلي ويل جوليا إل بابا                      | لي هوا تشن أليسا غريس سميث بوجانا بوبوسيك شو يفيان                                |
| 16 يوليو | إيفانسفيل، الولايات المتحدة ملعب صلب $10،000 قرعة المباريات الفردية والزوجية نسخة محفوظة 2019-03-29 على موقع واي باك مشين.        | دوان ينغينغ شو يفيان 6–2، 6–3                                | مالوري بورديت ناتالي بلوسكوتا            | آلي ويل جوليا إل بابا                      | لي هوا تشن أليسا غريس سميث بوجانا بوبوسيك شو يفيان                                |
| 16 يوليو | كنوكه، بلجيكا ملعب ترابي $10،000 قرعة المباريات الفردية والزوجية                                                                  | جيسيكا مور 6–1، 7–6(7–4)                                     | يساليني بونافنتور                        | صوفي أوين كاثارينا لينيرت                  | كيتلين ووريسكي كلودين شاول ناتاليا ريجونكوفا جايد سوفراين                         |
| 16 يوليو | كنوكه، بلجيكا ملعب ترابي $10،000 قرعة المباريات الفردية والزوجية                                                                  | بياتريز موراليس هيرنانديز ألكسندرا نانكاراو 6–1، 4–6، [10–6] | تاتيانا بوا مارجريدا مورا                | صوفي أوين كاثارينا لينيرت                  | كيتلين ووريسكي كلودين شاول ناتاليا ريجونكوفا جايد سوفراين                         |
| 16 يوليو | اسطنبول، تركيا ملعب صلب $10،000 قرعة المباريات الفردية والزوجية                                                                   | باشاك إرايدن 6–3، 6–0                                        | يوليا كالبينا                            | ماري تاناكا بولينا ليكينا                  | إلينا سيريزو كودينا أغني ستيفانو أليكس كولومبون أكاري إينو                        |
| 16 يوليو | اسطنبول، تركيا ملعب صلب $10،000 قرعة المباريات الفردية والزوجية                                                                   | يورينا كوشينو ماري تاناكا 7–5، 6–7(2–7)، [10–8]              | أكاري إينو كاوري أونيشي                  | ماري تاناكا بولينا ليكينا                  | إلينا سيريزو كودينا أغني ستيفانو أليكس كولومبون أكاري إينو                        |
| 16 يوليو | غرانبي، كندا ملعب صلب $25،000 قرعة المباريات الفردية والزوجية نسخة محفوظة 2014-09-11 على موقع واي باك مشين.                       | أوجيني بوشار 6–2، 5–2، معتزلة                                | ستيفاني دوبوا                            | جوليا غلوشكو جولي كوين                     | إيكو ناكامورا غابرييلا دابروفسكي ماري إيف بللوتيه أليسون ريسك                     |
| 16 يوليو | غرانبي، كندا ملعب صلب $25،000 قرعة المباريات الفردية والزوجية نسخة محفوظة 2014-09-11 على موقع واي باك مشين.                       | شارون فيشمان ماري إيف بللوتيه 4–6، 7–5، [10–4]               | شاكو أوياما ميكي ميامرا                  | جوليا غلوشكو جولي كوين                     | إيكو ناكامورا غابرييلا دابروفسكي ماري إيف بللوتيه أليسون ريسك                     |
| 16 يوليو | كامبوس دو جورداو، البرازيل ملعب صلب $25،000 قرعة المباريات الفردية والزوجية نسخة محفوظة 2012-09-08 على موقع واي باك مشين.         | ماريا إيروغيين 7–5، 6–0                                      | دونا فيكك                                | باولا كريستينا غونسالفيس ألريكك إيكري      | ماريا فرناندا ألفيس روكسان فيسمبيرج بياتريس حداد مايا زيمينا هيرموسو              |
| 16 يوليو | كامبوس دو جورداو، البرازيل ملعب صلب $25،000 قرعة المباريات الفردية والزوجية نسخة محفوظة 2012-09-08 على موقع واي باك مشين.         | مونيك أدامكزاك ماريا فرناندا ألفيس 4–6، 6–3، [10–3]          | باولا كريستينا غونسالفيس روكسان فيسمبيرج | باولا كريستينا غونسالفيس ألريكك إيكري      | ماريا فرناندا ألفيس روكسان فيسمبيرج بياتريس حداد مايا زيمينا هيرموسو              |
| 16 يوليو | كوتشابامبا، بوليفيا ملعب ترابي $10،000 قرعة المباريات الفردية والزوجية                                                            | باتريسيا كو فلوريس 6–0، 6–4                                  | فيكتوريا لوزانو                          | غابرييلا كوغليتوري ساميرا غيجر             | صوفيا لوني فرانشيسكا ريسكالداني كاميلا سيلفا كاثرين ميراندا تشانغ                 |
| 16 يوليو | كوتشابامبا، بوليفيا ملعب ترابي $10،000 قرعة المباريات الفردية والزوجية                                                            | جازمين بريتوس كاثرين ميراندا تشانغ 3–6، 7–5، [10–5]          | فيكتوريا لوزانو كاميلا سيلفا             | غابرييلا كوغليتوري ساميرا غيجر             | صوفيا لوني فرانشيسكا ريسكالداني كاميلا سيلفا كاثرين ميراندا تشانغ                 |
| 23 يوليو | كأس الرئيس أستانا، كازاخستان ملعب صلب $100،000 فردي – زوجي                                                                        | ماريا جواو كوهلر 5–7، 2–6                                    | مارتا سيروتكينا                          | بولا كانيا صوفيا شاباتافا                  | إيكاترينا بيشكوفا تشالا بويوكاكاتشاي ديناه بفيزينماير لوكسيكا كومخوم              |
| 23 يوليو | كأس الرئيس أستانا، كازاخستان ملعب صلب $100،000 فردي – زوجي                                                                        | أوكسانا كالاشنيكوفا مارتا سيروتكينا 6–3، 4–6، [10–2]         | ليودميلا كيتشينوك ناديا كيتشينوك         | بولا كانيا صوفيا شاباتافا                  | إيكاترينا بيشكوفا تشالا بويوكاكاتشاي ديناه بفيزينماير لوكسيكا كومخوم              |
| 23 يوليو | كأس ITS أولوموتس، جمهورية التشيك ملعب ترابي $100،000 فردي – زوجي                                                                  | ماريا تيريزا تورو فلور 2–6، 3–6                              | ألكساندرا كادانتسو                       | إيفون ميوسبرجر كورينا دينتوني              | تاتيانا مالك ماريا إلينا كاميرين مادلينا جوجنيا مونيكا بويغ                       |
| 23 يوليو | كأس ITS أولوموتس، جمهورية التشيك ملعب ترابي $100،000 فردي – زوجي                                                                  | إينيس فيرير سواريز ريتشل هوجينكامب 2–6، 6–7(4–7)             | يوليا بيجيلزيمير ريناتا فوراكوفا         | إيفون ميوسبرجر كورينا دينتوني              | تاتيانا مالك ماريا إلينا كاميرين مادلينا جوجنيا مونيكا بويغ                       |
| 23 يوليو | بطولة البنك الثالث للتنس ليكسينغتون، الولايات المتحدة ملعب صلب $50،000 فردي – زوجي                                                | جوليا غلوشكو 3–6، 0–6                                        | جوانا كونتا                              | ماديسون كيز ميساكي دوي                     | مالوري بورديت بيثيان ماتيك ساندز بوجانا بوبوسيك شيلبي روجرز                       |
| 23 يوليو | بطولة البنك الثالث للتنس ليكسينغتون، الولايات المتحدة ملعب صلب $50،000 فردي – زوجي                                                | شاكو أوياما شو يفيان 7–5، 6–7(4–7)، [10–4]                   | جوليا غلوشكو أوليفيا روجوفسكا            | ماديسون كيز ميساكي دوي                     | مالوري بورديت بيثيان ماتيك ساندز بوجانا بوبوسيك شيلبي روجرز                       |
| 23 يوليو | ريكسهام، المملكة المتحدة ملعب صلب $25،000 قرعة المباريات الفردية والزوجية نسخة محفوظة 2012-09-11 على موقع واي باك مشين.           | كارينا ويثوفت 6–2، 6–7(4–7)، 6–2                             | دونا فيكك                                | نيكولا جوير أدريانا بيريز                  | جوستينا ججيولكا نيشا ليرتبيتاكسينتشاي ديانا مارسنكفيتشا بينجتارن بليبويتش         |
| 23 يوليو | ريكسهام، المملكة المتحدة ملعب صلب $25،000 قرعة المباريات الفردية والزوجية نسخة محفوظة 2012-09-11 على موقع واي باك مشين.           | نيكول روتمان لينكا وينروفا 6–1، 6–1                          | Yuka Higuchi Hirono Watanabe             | نيكولا جوير أدريانا بيريز                  | جوستينا ججيولكا نيشا ليرتبيتاكسينتشاي ديانا مارسنكفيتشا بينجتارن بليبويتش         |
| 23 يوليو | Les Contamines-Montjoie، فرنسا ملعب صلب $25،000 قرعة المباريات الفردية والزوجية نسخة محفوظة 2012-09-11 على موقع واي باك مشين.     | سيفيرين بيلترام 6–2، 6–2                                     | تيريزا مردجا                             | تيميا باشينسكي آنا ريموندينا               | استيل جيسارد دليلا ياكوبوفيتش سارة-ريبيكا سيكوليتش أكيكو أوماي                    |
| 23 يوليو | Les Contamines-Montjoie، فرنسا ملعب صلب $25،000 قرعة المباريات الفردية والزوجية نسخة محفوظة 2012-09-11 على موقع واي باك مشين.     | كوني بيرين ماشا زيك بشكيريتش 2–6، 6–4، [10–5]                | تيميا باشينسكي استيل جيسارد              | تيميا باشينسكي آنا ريموندينا               | استيل جيسارد دليلا ياكوبوفيتش سارة-ريبيكا سيكوليتش أكيكو أوماي                    |
| 23 يوليو | نيو أورلينز، الولايات المتحدة ملعب صلب $10،000 قرعة المباريات الفردية والزوجية                                                    | جوليا إلبابا 7–5، 4–6، 6–3                                   | لي هوا تشين                              | جاكلين كاكو فيديريكا غراتسيوسو             | ساتشي إيشيزو زوي جوين سكانداليس نويل سكوت أنستاسيا خارتشينكو                      |
| 23 يوليو | نيو أورلينز، الولايات المتحدة ملعب صلب $10،000 قرعة المباريات الفردية والزوجية                                                    | ماكال هاركينز زوي جوين سكانداليس 7–5، 6–2                    | روكسان إليسون سييرا إليسون               | جاكلين كاكو فيديريكا غراتسيوسو             | ساتشي إيشيزو زوي جوين سكانداليس نويل سكوت أنستاسيا خارتشينكو                      |
| 23 يوليو | باد والترسدورف، النمسا ملعب ترابي $10،000 قرعة المباريات الفردية والزوجية                                                         | جوليا ماير 6–3، 6–3                                          | زوزانا زالابسكا                          | ريكا-لوسا جاني إيفون نويورث                | كاتيرينا فانكوفا إليكسان لوكيميا كلارا فابيكوفا جانينا تولين                      |
| 23 يوليو | باد والترسدورف، النمسا ملعب ترابي $10،000 قرعة المباريات الفردية والزوجية                                                         | ريكا-لوسا جاني كريستينا شاكوفيتس 6–2، 6–0                    | ألكسندرا نانكارو كاثارينا نيجرين         | ريكا-لوسا جاني إيفون نويورث                | كاتيرينا فانكوفا إليكسان لوكيميا كلارا فابيكوفا جانينا تولين                      |
| 23 يوليو | فيزيربا، إيطاليا ملعب ترابي $10،000 قرعة المباريات الفردية والزوجية                                                               | جويا باربييري 6–4، 6–4                                       | يوليانا ليزارازو                         | ميلانا شبريمو كاتالينا بيلا                | فيديريكا كورسيا فرانشيسكا غاريغليو إيريكا زانشيتا أنيزي زوكيني                    |
| 23 يوليو | فيزيربا، إيطاليا ملعب ترابي $10،000 قرعة المباريات الفردية والزوجية                                                               | ماريا ماسيني كاتالينا بيلا 6–1، 6–2                          | كليا ميلينا أليس موروني                  | ميلانا شبريمو كاتالينا بيلا                | فيديريكا كورسيا فرانشيسكا غاريغليو إيريكا زانشيتا أنيزي زوكيني                    |
| 23 يوليو | إزمير، تركيا ملعب صلب $10،000 قرعة المباريات الفردية والزوجية                                                                     | ميابي إينووي 0–6، 7–5، 7–5                                   | زوزانا زلوخوفا                           | ماري تاناكا ناتيا جيجيا                    | كاوري أونيشي أولغا باريس أزكويتا آنا بوغدان أليكساندرا زينوفكا                    |
| 23 يوليو | إزمير، تركيا ملعب صلب $10،000 قرعة المباريات الفردية والزوجية                                                                     | أكاري إينووي كاوري أونيشي 6–2، 1–6، [10–4]                   | يانا سيزيكوفا زوزانا زلوخوفا             | ماري تاناكا ناتيا جيجيا                    | كاوري أونيشي أولغا باريس أزكويتا آنا بوغدان أليكساندرا زينوفكا                    |
| 23 يوليو | هورب أم نيكار، ألمانيا ملعب ترابي $10،000 قرعة المباريات الفردية والزوجية                                                         | لاورا سيجموند 6–3، 6–0                                       | جايا سانيسي                              | فيفيان هايزين ناتيلا دزالاميدزه            | لاورا شيدر أمينات كوشخوفا يانا مورديجر فيرينا شميت                                |
| 23 يوليو | هورب أم نيكار، ألمانيا ملعب ترابي $10،000 قرعة المباريات الفردية والزوجية                                                         | إيما هايمان جيد سكولينك 2–6، 6–3، [10–7]                     | كارولين دانيلز ديانا رايكوفيتش           | فيفيان هايزين ناتيلا دزالاميدزه            | لاورا شيدر أمينات كوشخوفا يانا مورديجر فيرينا شميت                                |
| 23 يوليو | باليتش، صربيا ملعب ترابي $10،000 قرعة المباريات الفردية والزوجية                                                                  | فيكتوريا كان 6–1، 6–4                                        | دوروتيجا إريك                            | دونيا شونكيك كاميليا هريستيا               | تيريزا ماليكوفا كارين مورجوشوفا أغنيس بوكطا ديانا رادانوفيتش                      |
| 23 يوليو | باليتش، صربيا ملعب ترابي $10،000 قرعة المباريات الفردية والزوجية                                                                  | كارين مورجوشوفا لينكا تفاروشكوفا 5–7، 6–4، [10–8]            | سيلا بورزاني أغنيس بوكطا                 | دونيا شونكيك كاميليا هريستيا               | تيريزا ماليكوفا كارين مورجوشوفا أغنيس بوكطا ديانا رادانوفيتش                      |
| 23 يوليو | مسيك، بلجيكا ملعب ترابي $10،000 قرعة المباريات الفردية والزوجية                                                                   | يساليني بونافنتور 6–2، 6–1                                   | ناتاليا أورلوفا                          | كلوتيلد دي برناردي مانو أركانجيولي         | كيلي فيرستيج جيسيكا مور صوفي أوين جوستين دي سوتر                                  |
| 23 يوليو | مسيك، بلجيكا ملعب ترابي $10،000 قرعة المباريات الفردية والزوجية                                                                   | كيم كيلسدونك نيكوليت فان يوترت 6–4، 6–0                      | برين بورين شيلبي تالكت                   | كلوتيلد دي برناردي مانو أركانجيولي         | كيلي فيرستيج جيسيكا مور صوفي أوين جوستين دي سوتر                                  |
| 23 يوليو | تامبيري، فنلندا ملعب ترابي $10،000 قرعة المباريات الفردية والزوجية                                                                | ساندرا روما 7–5، 6–2                                         | ألينا تاراسوفا                           | ألكسندرا رومانوفا بيانكا كوش               | أماندين كازو ليوبوف فاسيلييفا كارمن لوبيز رويدا آنوك تيجو                         |
| 23 يوليو | تامبيري، فنلندا ملعب ترابي $10،000 قرعة المباريات الفردية والزوجية                                                                | أولغا بروزدا آنوك تيجو 6–4، 6–3                              | نيكولا هوراكوفا جوليا فاليتوفا           | ألكسندرا رومانوفا بيانكا كوش               | أماندين كازو ليوبوف فاسيلييفا كارمن لوبيز رويدا آنوك تيجو                         |
| 23 يوليو | لاباز، بوليفيا ملعب ترابي $10،000 قرعة المباريات الفردية والزوجية                                                                 | غوادالوبي مورينو 7–5، 6–3                                    | سيسيليا كوستا ميلغار                     | باتريسيا كو فلوريس إنغريد فارغاس كالفو     | صوفيا لوني كاثرين ميراندا تشانغ غابرييلا كوغليتوري فرانشيسكا ريسكالداني           |
| 23 يوليو | لاباز، بوليفيا ملعب ترابي $10،000 قرعة المباريات الفردية والزوجية                                                                 | فيكتوريا لوزانو كاميلا سيلفا 6–3، 6–2                        | غابرييلا كوغليتوري غوادالوبي مورينو      | باتريسيا كو فلوريس إنغريد فارغاس كالفو     | صوفيا لوني كاثرين ميراندا تشانغ غابرييلا كوغليتوري فرانشيسكا ريسكالداني           |
| 23 يوليو | ساو جوزيه دو ريو بريتو، البرازيل ملعب ترابي $25،000 قرعة المباريات الفردية والزوجية نسخة محفوظة 2012-09-08 على موقع واي باك مشين. | فلورنسيا مولينيرو 6–3، 6–4                                   | ماريا إيروغيين                           | ماريا فرناندا ألفاريز تيران مونيك أدامكزاك | روكسان فيسمبيرج فرناندا بريتو آنا-كلارا دوارتي زيمينا هيرموسو                     |
| 23 يوليو | ساو جوزيه دو ريو بريتو، البرازيل ملعب ترابي $25،000 قرعة المباريات الفردية والزوجية نسخة محفوظة 2012-09-08 على موقع واي باك مشين. | ميلين أرويو ماريا إيروغيين 6–1، 7–6(7–1)                     | أرانزا سالو كارولينا زيبالوس             | ماريا فرناندا ألفاريز تيران مونيك أدامكزاك | روكسان فيسمبيرج فرناندا بريتو آنا-كلارا دوارتي زيمينا هيرموسو                     |
| 30 يوليو | أودلوم براون فانكوفر أوبن فانكوفر، كندا ملعب صلب $100٬000 فردي – زوجي                                                             | مالوري بورديت 6–3، 6–0                                       | جيسيكا بيجلا                             | جوليا غلوشكو كيارا شول                     | جوليا بوسوروب ماديسون كيز مونيك أدامكزاك أوليفيا روجوفسكا                         |
| 30 يوليو | أودلوم براون فانكوفر أوبن فانكوفر، كندا ملعب صلب $100٬000 فردي – زوجي                                                             | جوليا غلوشكو أوليفيا روجوفسكا 6–4، 5–7، [10–7]               | جاكلين كاكو ناتالي بلوسكوتا              | جوليا غلوشكو كيارا شول                     | جوليا بوسوروب ماديسون كيز مونيك أدامكزاك أوليفيا روجوفسكا                         |
| 30 يوليو | Empire Trnava Cup ترنافا، سلوفاكيا ملعب ترابي $50،000 فردي – زوجي                                                                 | أناستازيا سيفاستوفا انسحاب                                   | آنا سافيتش                               | ناستازيا بورنيت فاليريا سافينيخ            | ديا إفتيموفا بيبيان ويجيرس بيانكا بوتو إليتسا كوستوفا                             |
| 30 يوليو | Empire Trnava Cup ترنافا، سلوفاكيا ملعب ترابي $50،000 فردي – زوجي                                                                 | إيلينا بوغدان ريناتا فوراكوفا 7–6(7–2)، 6–4                  | مارتا دوماتشوسكا ساندرا كليمينشيتس       | ناستازيا بورنيت فاليريا سافينيخ            | ديا إفتيموفا بيبيان ويجيرس بيانكا بوتو إليتسا كوستوفا                             |
| 30 يوليو | باد زاولغاو، ألمانيا ملعب ترابي $25،000 قرعة المباريات الفردية والزوجية                                                           | ميرفانا يوجيتش سالكيتش 6–2، 6–4                              | كارينا ويثوفت                            | آنه شيفر ساندرا زاهلافوفا                  | سارة جرونرت دليلا ياكوبوفيتش إستل جيسارد روكيو دي لا توري سانشيز                  |
| 30 يوليو | باد زاولغاو، ألمانيا ملعب ترابي $25،000 قرعة المباريات الفردية والزوجية                                                           | روكيو دي لا توري سانشيز نيكول روتمان 7–5، 6–1                | أناستازيا بيفوفاروفا لورا ثورب           | آنه شيفر ساندرا زاهلافوفا                  | سارة جرونرت دليلا ياكوبوفيتش إستل جيسارد روكيو دي لا توري سانشيز                  |
| 30 يوليو | Rebecq، بلجيكا ملعب ترابي $25،000 قرعة المباريات الفردية والزوجية نسخة محفوظة 2013-07-20 على موقع واي باك مشين.                   | كيرستن فليبكينس 6–2، 6–1                                     | ميرتل جورج                               | أنجيليك فان دير ميت مارينا ميلنيكوفا       | أناستازيا جريمالسكا كونستانس سيبيل إيزابيلا شنيكوفا كورينا دينتوني                |
| 30 يوليو | Rebecq، بلجيكا ملعب ترابي $25،000 قرعة المباريات الفردية والزوجية نسخة محفوظة 2013-07-20 على موقع واي باك مشين.                   | ديانا بوزيان دانييل هارمسين 6–4، 6–2                         | ليسلي كيركوف مارينا ميلنيكوفا            | أنجيليك فان دير ميت مارينا ميلنيكوفا       | أناستازيا جريمالسكا كونستانس سيبيل إيزابيلا شنيكوفا كورينا دينتوني                |
| 30 يوليو | موسكو، روسيا ملعب ترابي $25،000 قرعة المباريات الفردية والزوجية نسخة محفوظة 2012-09-05 على موقع واي باك مشين.                     | يوليا كالبينا 3–6، 6–3، 6–4                                  | مايا كاتسيتادزه                          | كاترينا كوزلوفا بيمرا أوزجن                | فاليريا سولوفيفا أليونا سوتنيكوفا بولينا بيخوفا تاتيانا كوتلنيوفا                 |
| 30 يوليو | موسكو، روسيا ملعب ترابي $25،000 قرعة المباريات الفردية والزوجية نسخة محفوظة 2012-09-05 على موقع واي باك مشين.                     | أرينا روديونوفا فاليريا سولوفيفا 6–3، 6–3                    | يفجينيا باشكوفا أناستاسيا فاسيليفا       | كاترينا كوزلوفا بيمرا أوزجن                | فاليريا سولوفيفا أليونا سوتنيكوفا بولينا بيخوفا تاتيانا كوتلنيوفا                 |
| 30 يوليو | فيينا، النمسا ملعب ترابي $10،000 قرعة المباريات الفردية والزوجية                                                                  | باربارا هاس 6–1، 6–4                                         | أماندين هيس                              | إليكسان ليكيميا كريستينا شاكوفيتس          | جانينا تولين إيكاترينا ألكسندروفا إيفون نويورث كارلا بوپوفيتش                     |
| 30 يوليو | فيينا، النمسا ملعب ترابي $10،000 قرعة المباريات الفردية والزوجية                                                                  | ناتيلا دزالاميدزه آنا شكودون 6–4، 7–5                        | صوفيا كوڤاليتس كريستينا شاكوفيتس         | إليكسان ليكيميا كريستينا شاكوفيتس          | جانينا تولين إيكاترينا ألكسندروفا إيفون نويورث كارلا بوپوفيتش                     |
| 30 يوليو | ريكسهام، المملكة المتحدة ملعب صلب $10،000 قرعة المباريات الفردية والزوجية                                                         | تشيآكي أوكاداي 2–6، 7–6(8–6)، 6–4                            | جيد ويندلي                               | ميلاني ساوث ماي مينوكيشي                   | يوكا هيجوتشي آنا فيتزباتريك إيمي بوتل ليزا ويبورن                                 |
| 30 يوليو | ريكسهام، المملكة المتحدة ملعب صلب $10،000 قرعة المباريات الفردية والزوجية                                                         | يوكا هيجوتشي هيرونو واتانابي 6–0، 2–6، [10–8]                | كارولينا بيتانكورت إليزابيث فورنييه      | ميلاني ساوث ماي مينوكيشي                   | يوكا هيجوتشي آنا فيتزباتريك إيمي بوتل ليزا ويبورن                                 |
| 30 يوليو | أنقرة، تركيا ملعب صلب $10،000 قرعة المباريات الفردية والزوجية                                                                     | لورا-إوانا أندري 6–1، 6–0                                    | سابينا شاريبوفا                          | آنا بوغدان كاناي هيسامي                    | زوزانا زلوتشوفا ريشيكا سانكارا ناتيا جيجيا ميابي إينوي                            |
| 30 يوليو | أنقرة، تركيا ملعب صلب $10،000 قرعة المباريات الفردية والزوجية                                                                     | لورا-إيوانا أندريه زوزانا زلوتشوفا 4–6، 6–0، [10–4]          | كازوسا إيتو كاوري أونشي                  | آنا بوغدان كاناي هيسامي                    | زوزانا زلوتشوفا ريشيكا سانكارا ناتيا جيجيا ميابي إينوي                            |
| 30 يوليو | جاردوني فال تومبيا، إيطاليا ملعب ترابي $10،000 قرعة المباريات الفردية والزوجية                                                    | يوليانا ليزارازو 7–5، 3–6، 6–4                               | كاتالينا بيلا                            | أليس بالدوتشي يلينا سيميتش                 | سيلفيا غارسيا خيمينيز أليكس كولومبون أليس موروني جوليا جابا                       |
| 30 يوليو | جاردوني فال تومبيا، إيطاليا ملعب ترابي $10،000 قرعة المباريات الفردية والزوجية                                                    | أليس موروني غابريلا بروبين 6–1، 6–3                          | ستيفانيا فادابيني جوليا جاسبارري         | أليس بالدوتشي يلينا سيميتش                 | سيلفيا غارسيا خيمينيز أليكس كولومبون أليس موروني جوليا جابا                       |
| 30 يوليو | فورت وورث، الولايات المتحدة ملعب صلب $10،000 قرعة المباريات الفردية والزوجية                                                      | إليزابيث فيريس 6–1، 6–1                                      | ديان هولاندس                             | ماكال هاركينز أنستاسيا خارشينكو            | شيري لي أناميكا بهارغافا فيديريكا غراتسيوسو ساتشي إيشيزو                          |
| 30 يوليو | فورت وورث، الولايات المتحدة ملعب صلب $10،000 قرعة المباريات الفردية والزوجية                                                      | ماكال هاركينز ديان هولاندز 7–6(8–6)، 6–4                     | أناميكا بهارغافا إليزابيث فيريس          | ماكال هاركينز أنستاسيا خارشينكو            | شيري لي أناميكا بهارغافا فيديريكا غراتسيوسو ساتشي إيشيزو                          |
| 30 يوليو | ساو باولو، البرازيل ملعب ترابي $10،000 قرعة المباريات الفردية والزوجية                                                            | روكسان فيسمبيرج 6–4، 4–6، 7–6(7–3)                           | آنا-كلارا دوارتي                         | زيمينا هيرموسو غابرييلا سي                 | ناتالي كوراتا دايانا نيغريانو كارولينا زيبالوس باولا كريستينا غونسالفيس           |
| 30 يوليو | ساو باولو، البرازيل ملعب ترابي $10،000 قرعة المباريات الفردية والزوجية                                                            | باولا كريستينا غونسالفيس روكسان فيسمبيرج 6–2، 6–2            | أرانزا سالو كارولينا زيبالوس             | زيمينا هيرموسو غابرييلا سي                 | ناتالي كوراتا دايانا نيغريانو كارولينا زيبالوس باولا كريستينا غونسالفيس           |
| 30 يوليو | سافيتايفالي، فنلندا ملعب ترابي $10،000 قرعة المباريات الفردية والزوجية                                                            | بيا سومالينين 3–6، 6–3، 6–3                                  | ليتيسيا سارازين                          | كارين باربات بولينا فينوغرادوفا            | أولغا بروزدا ماتيلدا هاملين كارمن لوبيز رويدا بياتريس سيديرمارك                   |
| 30 يوليو | سافيتايفالي، فنلندا ملعب ترابي $10،000 قرعة المباريات الفردية والزوجية                                                            | كارين باربات إيفلينا فيرتانن انسحاب                          | أولغا بروزدا نيكولا هوراكوفا             | كارين باربات بولينا فينوغرادوفا            | أولغا بروزدا ماتيلدا هاملين كارمن لوبيز رويدا بياتريس سيديرمارك                   |
| 30 يوليو | بكين الدولية التحدي بكين، الصين ملعب صلب $75،000+H الفردي – الزوجي                                                                | وانغ كيانغ 6–2، 6–4                                          | تشان يونغ-جان                            | هو يوييه كرامي نارا                        | جونري ناميجاتا دوان ينغينغ يوريكا سما تشان تشين وي                                |
| 30 يوليو | بكين الدولية التحدي بكين، الصين ملعب صلب $75،000+H الفردي – الزوجي                                                                | ليو زانتيج سان شنجنان 5–7، 6–0، [10–7]                       | تشان تشين وي هان زينيون                  | هو يوييه كرامي نارا                        | جونري ناميجاتا دوان ينغينغ يوريكا سما تشان تشين وي                                |
| 30 يوليو | سانتا كروز دي لا سييرا، بوليفيا ملعب ترابي $10،000 قرعة المباريات الفردية والزوجية                                                | كاميلا سيلفا 6–4، 6–7(1–7)، 6–3                              | سيسيليا كوستا ميلغار                     | باتريسيا كو فلوريس لوسيانا سارمينتي        | صوفيا لوني فرانشيسكا ريسكالدانى باربرا مونتيل ماريا فرناندا ألفاريز تيران         |
| 30 يوليو | سانتا كروز دي لا سييرا، بوليفيا ملعب ترابي $10،000 قرعة المباريات الفردية والزوجية                                                | ماريا فرناندا ألفاريز تيران لوسيانا سارمينتي 7–6(7–4)، 6–4   | باتريسيا كو فلوريس فيكتوريا لوزانو       | باتريسيا كو فلوريس لوسيانا سارمينتي        | صوفيا لوني فرانشيسكا ريسكالدانى باربرا مونتيل ماريا فرناندا ألفاريز تيران         |

### أغسطس
| الأسبوع  | البطولة | الفائزات                                                                                | الوصيفات                                | المتأهلات لنصف النهائي                                                          | المتأهلات لربع النهائي                                                                   |
| -------- | --- | --------------------------------------------------------------------------------------- | --------------------------------------- | ------------------------------------------------------------------------------- | ---------------------------------------------------------------------------------------- |
| 6 أغسطس  | EmblemHealth Bronx Open برونكس، الولايات المتحدة ملعب صلب $50،000 فردي – زوجي                                               | رومينا أوبراندي 5–7، 6–3، 6–3                                                           | آنا تشاكفيتادزه                         | كيارا شول أليسون ريسك                                                           | تاتيانا مالك جوانا كونتا باولا أورمايتشيا فيسنا دولونك                                   |
| 6 أغسطس  | EmblemHealth Bronx Open برونكس، الولايات المتحدة ملعب صلب $50،000 فردي – زوجي                                               | شاكو أوياما إريكا سما 6–4، 7–6(7–4)                                                     | إري هوزمي ميكي ميامرا                   | كيارا شول أليسون ريسك                                                           | تاتيانا مالك جوانا كونتا باولا أورمايتشيا فيسنا دولونك                                   |
| 6 أغسطس  | هشينغن، ألمانيا ملعب ترابي $25،000 قرعة المباريات الفردية والزوجية نسخة محفوظة 2012-08-11 على موقع واي باك مشين.            | ماشا زيك بشكيريتش 6–0، 6–4                                                              | ميرفانا يوجيتش سالكيتش                  | كيرستن فليبكينس باولا كانيا                                                     | إيرينا رامياليسون تادجا ماجريتش أكيكو أوميا أناستازيا سيفاستوفا                          |
| 6 أغسطس  | هشينغن، ألمانيا ملعب ترابي $25،000 قرعة المباريات الفردية والزوجية نسخة محفوظة 2012-08-11 على موقع واي باك مشين.            | ميرفانا يوجيتش سالكيتش ساندرا كليمينشيتس 6–2، 6–3                                       | ناتيلا دزالاميدزه ريناتا فوراكوفا       | كيرستن فليبكينس باولا كانيا                                                     | إيرينا رامياليسون تادجا ماجريتش أكيكو أوميا أناستازيا سيفاستوفا                          |
| 6 أغسطس  | مونتيروني دارابيا، إيطاليا ملعب ترابي $25،000 قرعة المباريات الفردية والزوجية نسخة محفوظة 2012-08-01 على موقع واي باك مشين. | إستيلي جيسارد 6–3، 6–1                                                                  | آنه شيفر                                | أليز ليم يلينا سيميتش                                                           | غريتا أرن ديانا مارسنكفيتشا إيلينا بوغدان كارولينا بيلوت                                 |
| 6 أغسطس  | مونتيروني دارابيا، إيطاليا ملعب ترابي $25،000 قرعة المباريات الفردية والزوجية نسخة محفوظة 2012-08-01 على موقع واي باك مشين. | فيديريكا دي ساررا أناستازيا جريمالسكا 6–4، 5–7، [10–7]                                  | أليس بالدوتشي كارين كناب                | أليز ليم يلينا سيميتش                                                           | غريتا أرن ديانا مارسنكفيتشا إيلينا بوغدان كارولينا بيلوت                                 |
| 6 أغسطس  | كوكسيجدي، بلجيكا ملعب ترابي $25،000 قرعة المباريات الفردية والزوجية نسخة محفوظة 2012-08-11 على موقع واي باك مشين.           | آنيكا بيك 6–1، 6–1                                                                      | بيبيان ويجيرس                           | كريستينا دينو جويا باربييري                                                     | كريستينا كوكوفا ريتشل هوجينكامب أندريا غاميز ميرتل جورج                                  |
| 6 أغسطس  | كوكسيجدي، بلجيكا ملعب ترابي $25،000 قرعة المباريات الفردية والزوجية نسخة محفوظة 2012-08-11 على موقع واي باك مشين.           | ديانا بوزيان دانييلا هارمزن 3–6، 6–3، [10–5]                                            | ميرتل جورج سيلين جيسكير                 | كريستينا دينو جويا باربييري                                                     | كريستينا كوكوفا ريتشل هوجينكامب أندريا غاميز ميرتل جورج                                  |
| 6 أغسطس  | بِيُوت، صربيا ملعب ترابي $10،000 قرعة المباريات الفردية والزوجية                                                              | تيودورا ميرسك 6–3، 6–1                                                                  | لينا جيورچسكا                           | كريستينا أوستوجيك فيفيان يوهازوفا                                               | إيفانا جوروفيتش ألكساندرا داماسكين أيونيلا-أندريا يوفا رالوكا إلينا بلاتون               |
| 6 أغسطس  | بِيُوت، صربيا ملعب ترابي $10،000 قرعة المباريات الفردية والزوجية                                                              | رالوك إلينا بلاتون إيفا واكانو 6–2، 1–6، [10–8]                                         | لينا جيورچسكا داليا زافيروفا            | كريستينا أوستوجيك فيفيان يوهازوفا                                               | إيفانا جوروفيتش ألكساندرا داماسكين أيونيلا-أندريا يوفا رالوكا إلينا بلاتون               |
| 6 أغسطس  | بييشتاني، سلوفاكيا ملعب ترابي $10،000 قرعة المباريات الفردية والزوجية                                                       | كاترينا فانكوفا 3–6، 6–3، 6–2                                                           | كاترينا كرامبروفا                       | بيرنيلا مينديسوفا صوفيا كوفاليتس                                                | زوزانا زالابسكا ناتالي بيكيون نيكولا فيجدوفا ماي مينوكوشي                                |
| 6 أغسطس  | بييشتاني، سلوفاكيا ملعب ترابي $10،000 قرعة المباريات الفردية والزوجية                                                       | كارين مورغوشوفا ميكايلا بوشابوفا 6–3، 6–2                                               | سيمونا دوبرا لوسي كريغسمانوفا           | بيرنيلا مينديسوفا صوفيا كوفاليتس                                                | زوزانا زالابسكا ناتالي بيكيون نيكولا فيجدوفا ماي مينوكوشي                                |
| 6 أغسطس  | بورصة (مدينة)، تركيا ملعب ترابي $10،000 قرعة المباريات الفردية والزوجية                                                     | فيكتوريا كان 7–6(7–4)، 6–4                                                              | لورا-إيوانا أندري                       | إريكا تاكاو يوكي تاناكا                                                         | كاناي هيسامي تشياكي أوكاداو ميلاني كلافنير كيرا شروف                                     |
| 6 أغسطس  | بورصة (مدينة)، تركيا ملعب ترابي $10،000 قرعة المباريات الفردية والزوجية                                                     | لورا-إيوانا أندري ميلاني كلافنير 6–2، 6–2                                               | إريكا تاكاو ريمي تزوكا                  | إريكا تاكاو يوكي تاناكا                                                         | كاناي هيسامي تشياكي أوكاداو ميلاني كلافنير كيرا شروف                                     |
| 6 أغسطس  | أريكيبا، بيرو ملعب ترابي $10،000 قرعة المباريات الفردية والزوجية                                                            | أرانزا سالو 7–6(7–4)، 4–6، 6–1                                                          | لوسيانا سارمينتي                        | فرناندا بريتو ساميرا جايجر                                                      | قالب:بيانات بلد هونج كونج وان-يي سويتينج ماكارينا أسينسوس صوفيا لوني كارولينا كوستاماجنا |
| 6 أغسطس  | أريكيبا، بيرو ملعب ترابي $10،000 قرعة المباريات الفردية والزوجية                                                            | إدواردا بياي كارينا فينديتشي 6–1، 6–2                                                   | فرناندا بريتو راكيل بيلتشر              | فرناندا بريتو ساميرا جايجر                                                      | قالب:بيانات بلد هونج كونج وان-يي سويتينج ماكارينا أسينسوس صوفيا لوني كارولينا كوستاماجنا |
| 13 أغسطس | بطولة تترستان المفتوحة قازان، روسيا ملعب صلب $50،000+H الفردي – الزوجي                                                      | كاترينا كوزلوفا 6–3، 6–3                                                                | تارا مور                                | فالنتينا إيفاخنينكو تادجا ماجريتش                                               | نيجينا أبدوريموفا ليودميلا كيتشينوك مايا كاتسيتادزي كرمن إيلونا                          |
| 13 أغسطس | بطولة تترستان المفتوحة قازان، روسيا ملعب صلب $50،000+H الفردي – الزوجي                                                      | فالنتينا إيفاخنينكو كاترينا كوزلوفا 6–4، 6–7(6–8)، [10–4]                               | ليودميلا كيتشينوك ناديا كيتشينوك        | فالنتينا إيفاخنينكو تادجا ماجريتش                                               | نيجينا أبدوريموفا ليودميلا كيتشينوك مايا كاتسيتادزي كرمن إيلونا                          |
| 13 أغسطس | راتينغن، ألمانيا ملعب ترابي $10،000 قرعة المباريات الفردية والزوجية                                                         | لورا سيجموند 6–2، 6–1                                                                   | كيتلين ووريسكي                          | أليز ليم نيكولا جوير                                                            | نينا-إزابيل شولتِن سيلفيا زاجورسكا كاثرينا ليهنيت إيكاترين جورجودزي                       |
| 13 أغسطس | راتينغن، ألمانيا ملعب ترابي $10،000 قرعة المباريات الفردية والزوجية                                                         | إيكاترين جورجودزي صوفيا كفاتسابايا 6–3، 6–4                                             | كيم جراجديك سيلفيا زاجورسكا             | أليز ليم نيكولا جوير                                                            | نينا-إزابيل شولتِن سيلفيا زاجورسكا كاثرينا ليهنيت إيكاترين جورجودزي                       |
| 13 أغسطس | Westende-Middelkerke، بلجيكا ملعب صلب $10،000 قرعة المباريات الفردية والزوجية                                               | دينيز خزانيك 6–4، 2–6، 7–6(7–5)                                                         | إيرينا رامياليسون                       | جوليا باربييري أليسي ميرتنز                                                     | ميكايلا بوفي أماندين هيس سامانثا موراي داريا لوديچوفا                                    |
| 13 أغسطس | Westende-Middelkerke، بلجيكا ملعب صلب $10،000 قرعة المباريات الفردية والزوجية                                               | إيمي بوتل سامانثا موراي 6–3، 6–3                                                        | ستيفي ديستلمنز ماجالي كيمبن             | جوليا باربييري أليسي ميرتنز                                                     | ميكايلا بوفي أماندين هيس سامانثا موراي داريا لوديچوفا                                    |
| 13 أغسطس | لوكري، إيطاليا ملعب ترابي $10،000 قرعة المباريات الفردية والزوجية                                                           | سارا سوريبس تورمو 6–3، 7–5                                                              | أَنَسْتَاسيا جريمالسكا                      | كَانَا دانييل بيتريس لومباردو                                                     | جوليا سوساريليو أليسا پيران سيلفيا ألبانو إريكا زانشيتا                                  |
| 13 أغسطس | لوكري، إيطاليا ملعب ترابي $10،000 قرعة المباريات الفردية والزوجية                                                           | ديسپينا پاپاميتشايل سارا سوريبس تورمو 6–1، 6–0                                          | كَانَا دانييل ناستاسيا روبل               | كَانَا دانييل بيتريس لومباردو                                                     | جوليا سوساريليو أليسا پيران سيلفيا ألبانو إريكا زانشيتا                                  |
| 13 أغسطس | إنسبروك، النمسا ملعب ترابي $10،000 قرعة المباريات الفردية والزوجية                                                          | كاترينا فانكوفا 6–1، 4–6، 6–4                                                           | لينا-ماري هوفمان                        | جانينا تولين يوليانا ليزارازو                                                   | إيفون نويورث دينيسا أليرتوفا باربارا هاس جوليا جربر                                      |
| 13 أغسطس | إنسبروك، النمسا ملعب ترابي $10،000 قرعة المباريات الفردية والزوجية                                                          | جاسمينا كاجتازوفيتش بولونا ريبرشاك 7–5، 2–6، [20–18]                                    | كلارا دوهنالوفا لينكا كونشيكوفا         | جانينا تولين يوليانا ليزارازو                                                   | إيفون نويورث دينيسا أليرتوفا باربارا هاس جوليا جربر                                      |
| 13 أغسطس | بوخارست، رومانيا ملعب ترابي $10،000 قرعة المباريات الفردية والزوجية                                                         | لورا-إيوانا أندري 6–0، 6–1                                                              | كاثرين شانتراين                         | أندريا فايدانيو ليسان فان ريت                                                   | بيانكا هنكو سيمونا يونيسكو باتريسيا لانكرنجان كريستينا إيني                              |
| 13 أغسطس | بوخارست، رومانيا ملعب ترابي $10،000 قرعة المباريات الفردية والزوجية                                                         | لورا-إيوانا أندري رالوكا إيلينا بلاتون 3–6، 6–2، [10–5]                                 | جوليا هيلبيت صوفيكو كادجايا             | أندريا فايدانيو ليسان فان ريت                                                   | بيانكا هنكو سيمونا يونيسكو باتريسيا لانكرنجان كريستينا إيني                              |
| 13 أغسطس | اسطنبول، تركيا ملعب صلب $10،000 قرعة المباريات الفردية والزوجية                                                             | ماري تاناكا 6–0، 6–2                                                                    | يوكي تاناكا                             | بينجتارن بليبويتش كاناي هيسامي                                                  | ريشيكا سانكارا سواجيانيا بافيسيتي آنا بوغدان أندي دي فرومي                               |
| 13 أغسطس | اسطنبول، تركيا ملعب صلب $10،000 قرعة المباريات الفردية والزوجية                                                             | إريكا تاكاو ريمي تيزوكا 2–6، 7–6(7–1)، [10–3]                                           | نيشا ليرتبيتاكسينتشاي بينجتارن بليبويتش | بينجتارن بليبويتش كاناي هيسامي                                                  | ريشيكا سانكارا سواجيانيا بافيسيتي آنا بوغدان أندي دي فرومي                               |
| 13 أغسطس | تروخيو، بيرو ملعب ترابي $10،000 قرعة المباريات الفردية والزوجية                                                             | باتريسيا كو فلوريس 6–3، 6–7(5–7)، 6–3                                                   | فرناندا بريتو                           | أوغوستينا سيريو ناتاليا روسي                                                    | ماريا فرناندا ألفيس سيسيليا كوستا ميلغار لوسيانا سارمينتي أنستاسيا خارشينكو              |
| 13 أغسطس | تروخيو، بيرو ملعب ترابي $10،000 قرعة المباريات الفردية والزوجية                                                             | أرانزا سالو آنا صوفيا سانشيز 3–6، 6–1، [11–9]                                           | باتريسيا كو فلوريس كاثرين ميراندا تشانغ | أوغوستينا سيريو ناتاليا روسي                                                    | ماريا فرناندا ألفيس سيسيليا كوستا ميلغار لوسيانا سارمينتي أنستاسيا خارشينكو              |
| 13 أغسطس | برتشكو، البوسنة والهرسك ملعب ترابي $10،000 قرعة المباريات الفردية والزوجية                                                  | يلينا باندزيك 6–3، 4–1، معتزلة                                                          | تمارا تشروفيتش                          | إيرينا بريمون كارلا بوبوفيتش                                                    | تيريزا ماليكوفا نيدا كوبرشينا لينا غورشيسكا تيا فابر                                     |
| 13 أغسطس | برتشكو، البوسنة والهرسك ملعب ترابي $10،000 قرعة المباريات الفردية والزوجية                                                  | يلينا باندزيك كارلا بوبوفيتش 6–3، 6–2                                                   | داغمارا باشكوفا تيريزا ماليكوفا         | إيرينا بريمون كارلا بوبوفيتش                                                    | تيريزا ماليكوفا نيدا كوبرشينا لينا غورشيسكا تيا فابر                                     |
| 20 أغسطس | شرلروة، بلجيكا ملعب ترابي $25٬000 قرعة المباريات الفردية والزوجية نسخة محفوظة 2012-11-22 على موقع واي باك مشين.             | آنا لينا فريدسام 6–4، 7–6(7–5)                                                          | أنجيليك فان دير ميت                     | سيفرين بيلترام كرمن إيلونا                                                      | ليزلي كيرخوف ديانا مارسنكفيتشا أن صوفي ميستاتش أليز ليم                                  |
| 20 أغسطس | شرلروة، بلجيكا ملعب ترابي $25٬000 قرعة المباريات الفردية والزوجية نسخة محفوظة 2012-11-22 على موقع واي باك مشين.             | سيفرين بيلترام لورا ثورب 3–6، 6–4، [10–7]                                               | كرمن إيلونا ديانا مارسنكفيتشا           | سيفرين بيلترام كرمن إيلونا                                                      | ليزلي كيرخوف ديانا مارسنكفيتشا أن صوفي ميستاتش أليز ليم                                  |
| 20 أغسطس | براغ، جمهورية التشيك ملعب ترابي $25٬000 قرعة المباريات الفردية والزوجية                                                     | كاتارزينا كاوا 6–4، 6–1                                                                 | ريناتا فوراكوفا                         | قالب:بيانات بلد تشيكيا تيريزا مارتينكوفا قالب:بيانات بلد تشيكيا تيريزا سميتكوفا | قالب:بيانات بلد تشيكيا ساندرا زاهلافوفا بولا كانيا آنا زيا آنا كارولينا شميدلوفا         |
| 20 أغسطس | براغ، جمهورية التشيك ملعب ترابي $25٬000 قرعة المباريات الفردية والزوجية                                                     | قالب:بيانات بلد تشيكيا جيسيكا ماليشكوفا قالب:بيانات بلد تشيكيا تيريزا سميتكوفا 6–1، 6–4 | أناستازيا بيفوفاروفا أرينا روديونوفا    | قالب:بيانات بلد تشيكيا تيريزا مارتينكوفا قالب:بيانات بلد تشيكيا تيريزا سميتكوفا | قالب:بيانات بلد تشيكيا ساندرا زاهلافوفا بولا كانيا آنا زيا آنا كارولينا شميدلوفا         |
| 20 أغسطس | براونشفايغ (مدينة)، ألمانيا ملعب ترابي $10،000 قرعة المباريات الفردية والزوجية                                              | كاثارينا لينهارت 6–4، 2–6، 7–6(8–6)                                                     | سيندي برغر                              | إيكاترينا ألكسندروفا آنا كلاسن                                                  | أماندين هيس فيرينا شميت جوليا فاخازيك سينا كايزر                                         |
| 20 أغسطس | براونشفايغ (مدينة)، ألمانيا ملعب ترابي $10،000 قرعة المباريات الفردية والزوجية                                              | جاسمينا كاجتازوفيتش آنا سمولينا 6–1، 6–3                                                | كيم جراجديك سيلفيا زاجورسكا             | إيكاترينا ألكسندروفا آنا كلاسن                                                  | أماندين هيس فيرينا شميت جوليا فاخازيك سينا كايزر                                         |
| 20 أغسطس | بورتشاخ، النمسا ملعب ترابي $10،000 قرعة المباريات الفردية والزوجية                                                          | إيفون نويورث 5–7، 6–3، 6–3                                                              | جانينا تولين                            | أغنس بوكيتا ميلانا سبريمو                                                       | أنجيليكا موراتيلي تينا لوكاس إيفا بريموراك بيا كونينغ                                    |
| 20 أغسطس | بورتشاخ، النمسا ملعب ترابي $10،000 قرعة المباريات الفردية والزوجية                                                          | أنجيليكا موراتيلي ميلانا سبريمو 1–6، 6–4، [10–4]                                        | لارا ميشيل تيس سوغنو                    | أغنس بوكيتا ميلانا سبريمو                                                       | أنجيليكا موراتيلي تينا لوكاس إيفا بريموراك بيا كونينغ                                    |
| 20 أغسطس | أنسخديه، هولندا ملعب ترابي $10،000 قرعة المباريات الفردية والزوجية                                                          | إلين بويكينز 4–6، 6–3، 6–4                                                              | كارولين دانيلز                          | صوفيا كفاتسابايا يساليني بونافنتور                                              | إيرينا بريمون نيكوليت فان أوتيرت ألكسندرا رومانوفا تشايان إويك                           |
| 20 أغسطس | أنسخديه، هولندا ملعب ترابي $10،000 قرعة المباريات الفردية والزوجية                                                          | إيكاترين جورجودزي صوفيا كفاتسابايا 6–4، 1–6، [10–6]                                     | كيم كيلسدونك نيكوليت فان أوتيرت         | صوفيا كفاتسابايا يساليني بونافنتور                                              | إيرينا بريمون نيكوليت فان أوتيرت ألكسندرا رومانوفا تشايان إويك                           |
| 20 أغسطس | تودي، إيطاليا ملعب ترابي $10،000 قرعة المباريات الفردية والزوجية                                                            | سارا سوريبس تورمو 6–4، 1–6، 3–6                                                         | روثيو دي لا تور سانشيز                  | آني أميراغيان فيديريكا كورشيا                                                   | أليس بالدوتشي ليزا سابينو مارتينا سبيغاريلي أندريا فيديانو                               |
| 20 أغسطس | تودي، إيطاليا ملعب ترابي $10،000 قرعة المباريات الفردية والزوجية                                                            | ناتاسيا روبيل سارا سوريبس تورمو 1–6، 0–6                                                | أليسا كامبلوني سارا سوساريلو            | آني أميراغيان فيديريكا كورشيا                                                   | أليس بالدوتشي ليزا سابينو مارتينا سبيغاريلي أندريا فيديانو                               |
| 20 أغسطس | ليما، بيرو ملعب ترابي $10،000 قرعة المباريات الفردية والزوجية                                                               | باتريسيا كو فلوريس 4–6، 4–6                                                             | ماريا فرناندا ألفيس                     | سيسيليا كوستا ميلغار أرانزا سالو                                                | آنا صوفيا سانشيز فرناندو بريتو فيكتوريا بوثيو إيزابيلا روبياني                           |
| 20 أغسطس | ليما، بيرو ملعب ترابي $10،000 قرعة المباريات الفردية والزوجية                                                               | إدوارد بييا كارينا فينديتّي 4–6، 6–3، [8–10]                                             | أرانزا سالو آنا صوفيا سانشيز            | سيسيليا كوستا ميلغار أرانزا سالو                                                | آنا صوفيا سانشيز فرناندو بريتو فيكتوريا بوثيو إيزابيلا روبياني                           |
| 20 أغسطس | ولاية سان لويس بوتوسي، المكسيك ملعب صلب $10،000 قرعة المباريات الفردية والزوجية                                             | أنيت كونتافيت 1–6، 1–6                                                                  | فيكتوريا رودريغيز                       | إليزابيث فيريس مارسيلا زكرياس                                                   | روزاليا ألدا تانيا ساموديلوك جيسيكا لورانس كيسي روبنسون                                  |
| 20 أغسطس | ولاية سان لويس بوتوسي، المكسيك ملعب صلب $10،000 قرعة المباريات الفردية والزوجية                                             | إميلي فانينغ أنيت كونتافيت 0–6، 3–6                                                     | إيرين كلارك إليزابيث فيريس              | إليزابيث فيريس مارسيلا زكرياس                                                   | روزاليا ألدا تانيا ساموديلوك جيسيكا لورانس كيسي روبنسون                                  |
| 27 أغسطس | مامايا، رومانيا ملعب ترابي $25٬000 قرعة المباريات الفردية والزوجية                                                          | شارون فيشمان 6–3، 6–7(7–5)، 6–3                                                         | باتريسيا ماريا تيغ                      | تادجا ماجريتش إينيس فيرير سواريز                                                | ماشا زيك بشكيريتش دانكا كوفينتش Alexandra Damaschin كريستينا دينو                        |
| 27 أغسطس | مامايا، رومانيا ملعب ترابي $25٬000 قرعة المباريات الفردية والزوجية                                                          | إيلينا بوغدان رالوكا أولارو 7–6(4–7)، 6–3                                               | دانكا كوفينتش تادجا ماجريتش             | تادجا ماجريتش إينيس فيرير سواريز                                                | ماشا زيك بشكيريتش دانكا كوفينتش Alexandra Damaschin كريستينا دينو                        |
| 27 أغسطس | تسوكوبا، اليابان ملعب صلب $25٬000 قرعة المباريات الفردية والزوجية                                                           | أكي ياماسوتو 6–3، 1–6، 6–1                                                              | ريسا أوزاكي                             | أكيكو أوماء وانغ كيانغ                                                          | كم سو جونغ ريكا فوجيوارا تتيانا لوزانسكا تشو يمياو                                       |
| 27 أغسطس | تسوكوبا، اليابان ملعب صلب $25٬000 قرعة المباريات الفردية والزوجية                                                           | لوكسيكا كومخوم فاراتشايا وونجتينتشاي 6–2، 6–2                                           | يورينا كوشينو ماري تاناكا               | أكيكو أوماء وانغ كيانغ                                                          | كم سو جونغ ريكا فوجيوارا تتيانا لوزانسكا تشو يمياو                                       |
| 27 أغسطس | بانياتيكا، إيطاليا ملعب ترابي $10،000 قرعة المباريات الفردية والزوجية                                                       | ماريا إلينا كاميرين 7–6(7–5)، 6–4                                                       | كارين كناب                              | أناستازيا جريمالسكا أليس بالدوتشي                                               | يوليانا ليزارازو جوليا جاتو مونتيكوني كورينا دينتوني مارينا شامايكو                      |
| 27 أغسطس | بانياتيكا، إيطاليا ملعب ترابي $10،000 قرعة المباريات الفردية والزوجية                                                       | فديريكا دي سارا أناستازيا جريمالسكا 7–5، 6–2                                            | تاتيانا بوا كلوديا جيوفين               | أناستازيا جريمالسكا أليس بالدوتشي                                               | يوليانا ليزارازو جوليا جاتو مونتيكوني كورينا دينتوني مارينا شامايكو                      |
| 27 أغسطس | كاسلانو، سويسرا ملعب ترابي $10،000 قرعة المباريات الفردية والزوجية                                                          | كاترينا فانكوفا 6–3، 6–4                                                                | داريا سالنيكوفا                         | أماندين هيس إيمان ميل كوشر                                                      | جوليا ماير دينيزا أليرتوفا تيس سوجنوه آنا سمولينا                                        |
| 27 أغسطس | كاسلانو، سويسرا ملعب ترابي $10،000 قرعة المباريات الفردية والزوجية                                                          | جوليا سوساريلو سارا سوساريلو 6–2، 1–6، [13–11]                                          | ديانا إيساييفا داريا سالنيكوفا          | أماندين هيس إيمان ميل كوشر                                                      | جوليا ماير دينيزا أليرتوفا تيس سوجنوه آنا سمولينا                                        |
| 27 أغسطس | سانت بطرسبرغ، روسيا ملعب ترابي $10،000 قرعة المباريات الفردية والزوجية                                                      | أليكساندرا ساسنوفيتش 1–6، 6–3، 6–0                                                      | بولينا فينوغرادوفا                      | يوليا كالابينا أمينات كوشكوفا                                                   | ألكسندرا أرتامونوفا جوليا فاليتوفا داريا ميرونوفا أناستازيا فرولوفا                      |
| 27 أغسطس | سانت بطرسبرغ، روسيا ملعب ترابي $10،000 قرعة المباريات الفردية والزوجية                                                      | أولغا دوروشينا يوليا كالابينا 6–0، 6–4                                                  | داريا ليبيشيفا جوليا فاليتوفا           | يوليا كالابينا أمينات كوشكوفا                                                   | ألكسندرا أرتامونوفا جوليا فاليتوفا داريا ميرونوفا أناستازيا فرولوفا                      |
| 27 أغسطس | يونغوول، كوريا الجنوبية ملعب صلب $10،000 قرعة المباريات الفردية والزوجية                                                    | لي سو را 6–4، 4–6، 6–3                                                                  | هونغ هيون هوي                           | كيم جو اون تشانغ يوكسوان                                                        | يانغ زي جانغ سو جونج لي جين آ يو مي                                                      |
| 27 أغسطس | يونغوول، كوريا الجنوبية ملعب صلب $10،000 قرعة المباريات الفردية والزوجية                                                    | كيم سن جونغ يو مين هوا 6–3، 7–5                                                         | هان نا لاي جانغ سو جونج                 | كيم جو اون تشانغ يوكسوان                                                        | يانغ زي جانغ سو جونج لي جين آ يو مي                                                      |
| 27 أغسطس | روتردام، هولندا ملعب ترابي $10،000 قرعة المباريات الفردية والزوجية                                                          | كاترين جورجودزي 7–6(7–5)، 2–6، 6–4                                                      | ليسلي كيرخوف                            | نيكوليت فان أوتيرت آنا شكودن                                                    | برنيس فان دي فيلدي كلودين شاول يساليني بونافنتور سامانثا موراي                           |
| 27 أغسطس | روتردام، هولندا ملعب ترابي $10،000 قرعة المباريات الفردية والزوجية                                                          | كارولين دانيلز فرانزيسكا كونيج 6–3، 6–4                                                 | أناييس لاوريندون مورجان بونس            | نيكوليت فان أوتيرت آنا شكودن                                                    | برنيس فان دي فيلدي كلودين شاول يساليني بونافنتور سامانثا موراي                           |
| 27 أغسطس | بلغراد، صربيا ملعب ترابي $10،000 قرعة المباريات الفردية والزوجية                                                            | داليا زافيروفا 6–2، 6–0                                                                 | لوسيا بوتكوفسكا                         | ميكايلا بوشابوفا ديانا رادانوفيتش                                               | مارينا كاتشار فيكتوريا مالوفا ألكسندرا تريفونوفيتش جوليا ستاماتوفا                       |
| 27 أغسطس | بلغراد، صربيا ملعب ترابي $10،000 قرعة المباريات الفردية والزوجية                                                            | لوسيا بوتكوفسكا ناتاليا كوستيتش 6–0، 6–3                                                | كارين مورجوسوفا ميكايلا بوشابوفا        | ميكايلا بوشابوفا ديانا رادانوفيتش                                               | مارينا كاتشار فيكتوريا مالوفا ألكسندرا تريفونوفيتش جوليا ستاماتوفا                       |
| 27 أغسطس | عنتاب، تركيا ملعب صلب $10،000 قرعة المباريات الفردية والزوجية                                                               | مارغريتا لازاريفا 6–1، 7–5                                                              | نيجينا أبدوريموفا                       | ميليس سيزر زالينا خيرودينوفا                                                    | ماريا سكاري سلطانة غونين لورا ديجمان تايسيا زاكارليوك                                    |
| 27 أغسطس | عنتاب، تركيا ملعب صلب $10،000 قرعة المباريات الفردية والزوجية                                                               | أولغا بروزدا نيكولا هوراكوفا 6–4، 6–2                                                   | كريستينا كازيموفا زالينا خيرودينوفا     | ميليس سيزر زالينا خيرودينوفا                                                    | ماريا سكاري سلطانة غونين لورا ديجمان تايسيا زاكارليوك                                    |
| 27 أغسطس | أوسييك، كرواتيا ملعب ترابي $10،000 قرعة المباريات الفردية والزوجية                                                          | إيفا ميكوفيتش 6–1، 6–2                                                                  | كاترينا كرابروا                         | باربورا كرجتشيكوفا بولونا ريبرشاك                                               | فيفيان يوهاسوڤا إيفا بريمورا كارلا بوبوفيتش بولينا ليكينا                                |
| 27 أغسطس | أوسييك، كرواتيا ملعب ترابي $10،000 قرعة المباريات الفردية والزوجية                                                          | أفيتا دفوراكوفا باربورا كرجتشيكوفا 6–4، 3–6، [10–8]                                     | كاترينا كرابروا بترا كرجسوفا            | باربورا كرجتشيكوفا بولونا ريبرشاك                                               | فيفيان يوهاسوڤا إيفا بريمورا كارلا بوبوفيتش بولينا ليكينا                                |
| 27 أغسطس | كيرنز (ولاية كوينزلاند)، أستراليا ملعب صلب $25،000 قرعة المباريات الفردية والزوجية                                          | ساتشا جونز 6–0، 6–2                                                                     | تشانغ لينغ                              | فيكتوريا لارير تشيه يو سو                                                       | ساتشي إيشيزو تشياكي أوكاداو شانيل سيموندز مونيك أدامكزاك                                 |
| 27 أغسطس | كيرنز (ولاية كوينزلاند)، أستراليا ملعب صلب $25،000 قرعة المباريات الفردية والزوجية                                          | مونيك أدامكزاك فيكتوريا لارير 6–2، 1–6، [10–5]                                          | تايرا كالدروود تامي باترسون             | فيكتوريا لارير تشيه يو سو                                                       | ساتشي إيشيزو تشياكي أوكاداو شانيل سيموندز مونيك أدامكزاك                                 |

### سبتمبر
| الأسبوع   | البطولة | الفائزات                                                 | الوصيفات                                  | المتأهلات لنصف النهائي                   | المتأهلات لربع النهائي                                                     |
| --------- | --- | -------------------------------------------------------- | ----------------------------------------- | ---------------------------------------- | -------------------------------------------------------------------------- |
| 3 سبتمبر  | كأس سيف ميستري، إيطاليا ملعب ترابي $50،000 فردي - زوجي                                                                   | كارين كناب 1–6، 6–3، 1–6                                 | إستريلا كابيزا كانديلا                    | سيفيرين بيلترام تيميا باشينسكي           | آنا كارولينا شميدلوفا إيفون ميوسبرجر تيريزا مردجا آنه شيفر                 |
| 3 سبتمبر  | كأس سيف ميستري، إيطاليا ملعب ترابي $50،000 فردي - زوجي                                                                   | ميلين أرويو ماريا إيروغيين 7–5، 4–6، [8–10]              | ريكا لوكا ياني تيودورا ميرسك              | سيفيرين بيلترام تيميا باشينسكي           | آنا كارولينا شميدلوفا إيفون ميوسبرجر تيريزا مردجا آنه شيفر                 |
| 3 سبتمبر  | TEAN الدولي ألفن آن دن راين، هولندا ملعب ترابي $25،000 فردي - زوجي                                                       | ساندرا زاهلافوفا 5–7، 6–7(5–7)                           | ليزلي كيركوف                              | جوستين أوزجا ديانا مارسنكفيتشا           | ميرتل جورج ميرفانا يوجيتش سالكيتش أنجيليك فان دير ميت شايان إيفيك          |
| 3 سبتمبر  | TEAN الدولي ألفن آن دن راين، هولندا ملعب ترابي $25،000 فردي - زوجي                                                       | ديانا بوزيان دانييل هارمسن 6–2، 6–0                      | كورينا دينتوني جوستين أوزجا               | جوستين أوزجا ديانا مارسنكفيتشا           | ميرتل جورج ميرفانا يوجيتش سالكيتش أنجيليك فان دير ميت شايان إيفيك          |
| 3 سبتمبر  | نوتو، اليابان عشب $25،000 قرعة المباريات الفردية والزوجية نسخة محفوظة 2012-09-08 على موقع واي باك مشين.                  | كازوسا إيتو 6–2، 6–4                                     | ميسا إجوشي                                | يوكي تاناكا شاكو أوياما                  | ماري تاناكا كوميكو إيجيما أكيكو يونيمورا تارا مور                          |
| 3 سبتمبر  | نوتو، اليابان عشب $25،000 قرعة المباريات الفردية والزوجية نسخة محفوظة 2012-09-08 على موقع واي باك مشين.                  | كوميكو إيجيما أكيكو يونيمورا 6–1، 4–6، [10–5]            | ميكي ميامرا ماري تاناكا                   | يوكي تاناكا شاكو أوياما                  | ماري تاناكا كوميكو إيجيما أكيكو يونيمورا تارا مور                          |
| 3 سبتمبر  | ترييستي، إيطاليا ملعب ترابي $10،000 قرعة المباريات الفردية والزوجية                                                      | إيفا ميكوفيتش 6–3، 6–2                                   | تاتيانا بوا                               | آني أميراغيان لارا ميشيل                 | جاسمينا كاجتازوفيتش فرانتشيسكا فوسيناتو أليس بالدوتشي جيسيكا ماليشكوفا     |
| 3 سبتمبر  | ترييستي، إيطاليا ملعب ترابي $10،000 قرعة المباريات الفردية والزوجية                                                      | بترا كرجسوفا جيسيكا ماليشكوفا 7–6(7–4)، 6–1              | جوليا غابا أليس سافورتي                   | آني أميراغيان لارا ميشيل                 | جاسمينا كاجتازوفيتش فرانتشيسكا فوسيناتو أليس بالدوتشي جيسيكا ماليشكوفا     |
| 3 سبتمبر  | أنطاليا، تركيا ملعب صلب $10،000 قرعة المباريات الفردية والزوجية                                                          | آنا بوغدان 6–3، 6–2                                      | ماريا سكاري                               | نيكولا فاجدوفا أولغا بروزدا              | آبي مايرز فاطمة النبهاني جوان تينغ-في إليزابيث فورنييه                     |
| 3 سبتمبر  | أنطاليا، تركيا ملعب صلب $10،000 قرعة المباريات الفردية والزوجية                                                          | أولغا بروزدا نيكولا هوراكوفا 6–0، 6–4                    | داريا شولزانوك نيكولا فاجدوفا             | نيكولا فاجدوفا أولغا بروزدا              | آبي مايرز فاطمة النبهاني جوان تينغ-في إليزابيث فورنييه                     |
| 3 سبتمبر  | بلغراد، صربيا ملعب ترابي $10،000 قرعة المباريات الفردية والزوجية                                                         | ناتاليا كوستيتش 6–4، 6–3                                 | داليا زافيروفا                            | فاندا لوكاش كاميليا هريستيا              | زينيا كنول ناديا كولب دانييلا توميتش ديانا رادانوفيتش                      |
| 3 سبتمبر  | بلغراد، صربيا ملعب ترابي $10،000 قرعة المباريات الفردية والزوجية                                                         | إنجا بريسلان كريستينا شاكوفيتس 6–3، 6–3                  | لوسيا بوتكوفسكا كاميليا هريستيا           | فاندا لوكاش كاميليا هريستيا              | زينيا كنول ناديا كولب دانييلا توميتش ديانا رادانوفيتش                      |
| 3 سبتمبر  | يونغوول، كوريا الجنوبية ملعب صلب $10،000 قرعة المباريات الفردية والزوجية                                                 | تشانغ يوكسوان 7–6(7–2)، 3–6، 6–3                         | ون شين                                    | لي جين آه هان نا لاي                     | نونجنادا واناسوك كانامي تسوجي لي بي تشي كيم جي يونغ                        |
| 3 سبتمبر  | يونغوول، كوريا الجنوبية ملعب صلب $10،000 قرعة المباريات الفردية والزوجية                                                 | كيم جي يونغ يو مي 7–5، 6–4                               | تشانغ نان نان تشانغ يوكسوان               | لي جين آه هان نا لاي                     | نونجنادا واناسوك كانامي تسوجي لي بي تشي كيم جي يونغ                        |
| 3 سبتمبر  | إنجيس، بلجيكا ملعب ترابي $10،000 قرعة المباريات الفردية والزوجية                                                         | كاترينا فانكوفا 6–2، 6–4                                 | سيندي برغر                                | ناتاليا ريزونكوفا ألكسندرا رومانوفا      | أليسون فان يوتفانخ كلوي باكيوت كونستانس سيبيل كارولين دانيلز               |
| 3 سبتمبر  | إنجيس، بلجيكا ملعب ترابي $10،000 قرعة المباريات الفردية والزوجية                                                         | كارولين دانيلز لورا شادر 6–4، 6–1                        | فالنتيني جراماتيكوبولو لينا لوتزاير       | ناتاليا ريزونكوفا ألكسندرا رومانوفا      | أليسون فان يوتفانخ كلوي باكيوت كونستانس سيبيل كارولين دانيلز               |
| 3 سبتمبر  | روكامبتون، أستراليا ملعب صلب $25،000 قرعة المباريات الفردية والزوجية                                                     | أوليفيا روجوفسكا 0–6، 6–3، 6–2                           | ساشا جونز                                 | فيكتوريا لارير شانيل سيموندز             | أزرا هاجيتش بوجانا بوبوسيك نيشا ليرتبيتاكسينتشاي ألكسندرا ستيفنسون         |
| 3 سبتمبر  | روكامبتون، أستراليا ملعب صلب $25،000 قرعة المباريات الفردية والزوجية                                                     | أيو فاني دامايانتي لافينيا تانانتا 5–7، 7–6(7–2)، [10–8] | نيشا ليرتبيتاكسينتشاي بينجتارن بليبويتش   | فيكتوريا لارير شانيل سيموندز             | أزرا هاجيتش بوجانا بوبوسيك نيشا ليرتبيتاكسينتشاي ألكسندرا ستيفنسون         |
| 3 سبتمبر  | بوينس آيرس، الأرجنتين ملعب ترابي $10،000 قرعة المباريات الفردية والزوجية                                                 | فرناندو بريتو 4–6، 7–6(7–5)، 6–4                         | فينيسا فورلانيتو                          | فيكتوريا بوثيو آنا صوفيا سانشيز          | كاميلا سيلفا دانييلا سيغيل كاتالينا بيلا آنا فيكتوريا جوببي مونياو         |
| 3 سبتمبر  | بوينس آيرس، الأرجنتين ملعب ترابي $10،000 قرعة المباريات الفردية والزوجية                                                 | أندريا بينيتيز كاميلا سيلفا 6–3، 6–0                     | أرانزا سالو آنا صوفيا سانشيز              | فيكتوريا بوثيو آنا صوفيا سانشيز          | كاميلا سيلفا دانييلا سيغيل كاتالينا بيلا آنا فيكتوريا جوببي مونياو         |
| 10 سبتمبر | Ningbo Challenger نينغبو، الصين ملعب صلب $100،000+H Singles – Doubles                                                    | هيش سو وي 6–2، 6–2                                       | تشانغ شواي                                | دوان ينغينغ تامارين تاناسوجارن           | كرامي نارا تشو يمياو ألبرتا بريانتي شو يفيان                               |
| 10 سبتمبر | Ningbo Challenger نينغبو، الصين ملعب صلب $100،000+H Singles – Doubles                                                    | شاكو أوياما تشانغ كاي تشن 6–2، 7–5                       | تتيانا لوزانسكا تشينغ سيساي               | دوان ينغينغ تامارين تاناسوجارن           | كرامي نارا تشو يمياو ألبرتا بريانتي شو يفيان                               |
| 10 سبتمبر | ردينغ، الولايات المتحدة ملعب صلب $25،000 قرعة المباريات الفردية والزوجية نسخة محفوظة 2021-10-22 على موقع واي باك مشين.   | تشيلسي جوليكسون 6–3، 4–6، 6–2                            | آلي ويل                                   | كريستي آهن ساتشي إيشيزو                  | أنجلينا جابويفا نيكولا جوير ساناز ماراند كاتي لي                           |
| 10 سبتمبر | ردينغ، الولايات المتحدة ملعب صلب $25،000 قرعة المباريات الفردية والزوجية نسخة محفوظة 2021-10-22 على موقع واي باك مشين.   | جاكلين كاكو ساناز ماراند 7–6(7–5)، 7–5                   | ماكال هاركينز شيه يو هسو                  | كريستي آهن ساتشي إيشيزو                  | أنجلينا جابويفا نيكولا جوير ساناز ماراند كاتي لي                           |
| 10 سبتمبر | مون دو مارسان، فرنسا ملعب ترابي $25،000 قرعة المباريات الفردية والزوجية نسخة محفوظة 2012-11-22 على موقع واي باك مشين.    | تيميا باشينسكي 6–2، 3–6، 6–2                             | تيليانا بيريرا                            | ستيفاني فوجت إيفا فرنانديز بروجوز        | ميهايلا بوزارنيسكو أندريا غاميز ميرتل جورج مارجاليتا تشاخناشفيلي           |
| 10 سبتمبر | مون دو مارسان، فرنسا ملعب ترابي $25،000 قرعة المباريات الفردية والزوجية نسخة محفوظة 2012-11-22 على موقع واي باك مشين.    | تيميا باشينسكي ميهايلا بوزارنيسكو 6–4، 6–1               | ألكساندرينا نايدينوفا تيليانا بيريرا      | ستيفاني فوجت إيفا فرنانديز بروجوز        | ميهايلا بوزارنيسكو أندريا غاميز ميرتل جورج مارجاليتا تشاخناشفيلي           |
| 10 سبتمبر | صوفيا، بلغاريا ملعب ترابي $25،000 قرعة المباريات الفردية والزوجية نسخة محفوظة 2013-11-05 على موقع واي باك مشين.          | كريستينا ميطو 6–4، 3–6، 6–3                              | شارون فيشمان                              | رالوكا أولارو لورا-إيونا أندري           | يوليا بيجيلزيمير دانكا كوفينتش جاسمينا تينجيتش إيرينا خروماتشيفا           |
| 10 سبتمبر | صوفيا، بلغاريا ملعب ترابي $25،000 قرعة المباريات الفردية والزوجية نسخة محفوظة 2013-11-05 على موقع واي باك مشين.          | كاتارزينا بيتر باربرا سوباشكيفيتش 7–5، 6–1               | مارينا ميلنيكوفا رالوكا أولارو            | رالوكا أولارو لورا-إيونا أندري           | يوليا بيجيلزيمير دانكا كوفينتش جاسمينا تينجيتش إيرينا خروماتشيفا           |
| 10 سبتمبر | لاردة، إسبانيا ملعب ترابي $10،000 قرعة المباريات الفردية والزوجية                                                        | مارين بارتو 6–4، 6–4                                     | تاتيانا بوا                               | ليسان فان ريت روثيو دي لا تور سانشيز     | لوسيا سيرفيرا فاسكويز غايا سانيسي يفون كافالي ريميرز ديسبينا باباميتشايل   |
| 10 سبتمبر | لاردة، إسبانيا ملعب ترابي $10،000 قرعة المباريات الفردية والزوجية                                                        | تاتيانا بوا يفون كافالي ريميرز 6–2، 6–3                  | كورنيليا ليستر كيارا ميندو                | ليسان فان ريت روثيو دي لا تور سانشيز     | لوسيا سيرفيرا فاسكويز غايا سانيسي يفون كافالي ريميرز ديسبينا باباميتشايل   |
| 10 سبتمبر | أنطاليا، تركيا ملعب صلب $10،000 قرعة المباريات الفردية والزوجية                                                          | غانا بوزنيخيرينكو 2–6، 7–5، 6–4                          | آنا بوغدان                                | ميليس سيزر باشاك إرايدن                  | ناتاليا فيجدوفا نوريا باريزاس دياز لوسي براون يوليا كالابينا               |
| 10 سبتمبر | أنطاليا، تركيا ملعب صلب $10،000 قرعة المباريات الفردية والزوجية                                                          | ديانا بوجولاي ماريانا زاكارليوك 7–5، 6–4                 | ديانا إيسيفا يوليا كالابينا               | ميليس سيزر باشاك إرايدن                  | ناتاليا فيجدوفا نوريا باريزاس دياز لوسي براون يوليا كالابينا               |
| 10 سبتمبر | كيوتو، اليابان سجاد $10،000 قرعة المباريات الفردية والزوجية                                                              | ناو هيبينو 6–4، 2–6، 6–2                                 | يوكي تاناكا                               | مايكو كوزاوا ميو كاتو                    | كازوسا إيتو كاوري أونيشي ريسا هاسيغاوا شينامي أوجي                         |
| 10 سبتمبر | كيوتو، اليابان سجاد $10،000 قرعة المباريات الفردية والزوجية                                                              | ناو هيبينو ايمي موتاجوتشي 6–4، 6–3                       | ميو كاتو ميساكي موري                      | مايكو كوزاوا ميو كاتو                    | كازوسا إيتو كاوري أونيشي ريسا هاسيغاوا شينامي أوجي                         |
| 10 سبتمبر | ساو جوزيه دوس كامبوس، البرازيل ملعب ترابي $10،000 قرعة المباريات الفردية والزوجية                                        | لورا بيجوسي 6–2، 0–6، 7–5                                | ماريا فرناندا ألفيس                       | ناتاليا روسي ديانا نيجرينو               | كارينا فينديتتي سامانثا تسارنياك ريجو ناثالي كوراتا ياسمين جيماريش         |
| 10 سبتمبر | ساو جوزيه دوس كامبوس، البرازيل ملعب ترابي $10،000 قرعة المباريات الفردية والزوجية                                        | ماريا فرناندا ألفيس لورا بيجوسي 6–0، 6–3                 | بولا فيتوسا ناتاليا روسي                  | ناتاليا روسي ديانا نيجرينو               | كارينا فينديتتي سامانثا تسارنياك ريجو ناثالي كوراتا ياسمين جيماريش         |
| 10 سبتمبر | أستانا، كازاخستان ملعب صلب $10،000 قرعة المباريات الفردية والزوجية                                                       | بولينا مونوفا 3–6، 6–3، 6–2                              | ألكسندرا رومانوفا                         | مارغريتا لازاريفا كيم جراجديك            | داريا ميرونوفا زالينا خيرودينوفا يانا سيزيكوفا فاليريا ستراخوفا            |
| 10 سبتمبر | أستانا، كازاخستان ملعب صلب $10،000 قرعة المباريات الفردية والزوجية                                                       | بولينا مونوفا يانا سيزيكوفا 6–3، 6–2                     | أوليانا أيزاتولينا يلينا مالسيفا          | مارغريتا لازاريفا كيم جراجديك            | داريا ميرونوفا زالينا خيرودينوفا يانا سيزيكوفا فاليريا ستراخوفا            |
| 10 سبتمبر | Pereira، كولومبيا ملعب ترابي $10،000 قرعة المباريات الفردية والزوجية                                                     | سيسيليا كوستا ميلغار 6–2، 6–3                            | أنستاسيا خارشينكو                         | باتريسيا كو فلوريس ليبي موم              | بلير شانكل جيد شولينك جازمين بريتوس غابرييلا كوغليتوري                     |
| 10 سبتمبر | Pereira، كولومبيا ملعب ترابي $10،000 قرعة المباريات الفردية والزوجية                                                     | سيسيليا كوستا ميلغار أناستاسيا خارشينكو 6–1، 6–0         | غابرييلا كوغليتوري باتريسيا كو فلوريس     | باتريسيا كو فلوريس ليبي موم              | بلير شانكل جيد شولينك جازمين بريتوس غابرييلا كوغليتوري                     |
| 10 سبتمبر | بوينس آيرس، الأرجنتين ملعب ترابي $10،000 قرعة المباريات الفردية والزوجية                                                 | فرناندا بريتو 6–3، 0–6، 7–5                              | كاتالينا بيلا                             | دانييلا سيغيل فينيسا فورلانيتو           | كارولينا زيبالوس كاميلا جيانجريكو كامبيز ناديه بودوروسكا كارولينا ناوك     |
| 10 سبتمبر | بوينس آيرس، الأرجنتين ملعب ترابي $10،000 قرعة المباريات الفردية والزوجية                                                 | فرناندا بريتو دانييلا سيغيل 6–1، 6–3                     | صوفيا ليني غوادالوبي بيريز روجاس          | دانييلا سيغيل فينيسا فورلانيتو           | كارولينا زيبالوس كاميلا جيانجريكو كامبيز ناديه بودوروسكا كارولينا ناوك     |
| 10 سبتمبر | ساليسبوري، أستراليا ملعب صلب $10،000 قرعة المباريات الفردية والزوجية                                                     | شانيل سيموندز 6–3، 6–0                                   | زوزانا زلاتشوفا                           | ماي مينوكوشي سالي بيرز                   | أكاري إينو أيو فاني داميانتي غابرييلا سي أليسون باي                        |
| 10 سبتمبر | ساليسبوري، أستراليا ملعب صلب $10،000 قرعة المباريات الفردية والزوجية                                                     | أيو فاني داميانتي لافينيا تانانتا 7–6(7–5)، 6–0          | أليسون باي سالي بيرز                      | ماي مينوكوشي سالي بيرز                   | أكاري إينو أيو فاني داميانتي غابرييلا سي أليسون باي                        |
| 17 سبتمبر | إيجون جي بي برو سيريز شروزبري شروزبري (المملكة المتحدة)، المملكة المتحدة ملعب صلب $75،000 فردي – زوجي                    | آنيكا بيك 6–2، 6–4                                       | ستيفاني فوجيلي                            | مارتا سيروتكينا جولي كوين                | ارغوان رضائي بيبيان ويجيرس تشالا بويوكاكاتشاي إيكاترينا بيشكوفا            |
| 17 سبتمبر | إيجون جي بي برو سيريز شروزبري شروزبري (المملكة المتحدة)، المملكة المتحدة ملعب صلب $75،000 فردي – زوجي                    | فيسنا دولونك ستيفاني فوجيلي 6–1، 6–7(3–7)، [15–13]       | كارولينا بلسكوفا كريستينا بليسكوفا        | مارتا سيروتكينا جولي كوين                | ارغوان رضائي بيبيان ويجيرس تشالا بويوكاكاتشاي إيكاترينا بيشكوفا            |
| 17 سبتمبر | بطولة كولمان فيجن للتنس البوكيرك، الولايات المتحدة ملعب صلب $75،000 فردي – زوجي                                          | ماريا سانشيز 6–1، 6–1                                    | لورين ديفيس                               | إليسون ريسك ميشيل لارشر دي بريتو         | آسيا محمد جيسيكا بيجلا إيرينا فالكوني هايدي الطباخ                         |
| 17 سبتمبر | بطولة كولمان فيجن للتنس البوكيرك، الولايات المتحدة ملعب صلب $75،000 فردي – زوجي                                          | آسيا محمد ياسمين شناك 6–2، 1–6، [12–10]                  | إيرينا فالكوني ماريا سانشيز               | إليسون ريسك ميشيل لارشر دي بريتو         | آسيا محمد جيسيكا بيجلا إيرينا فالكوني هايدي الطباخ                         |
| 17 سبتمبر | شيمكنت، كازاخستان ملعب صلب $25،000 قرعة المباريات الفردية والزوجية                                                       | كاتيرينا كوزلوفا 6–3، 4–6، 6–4                           | آنا دانيلينا                              | تتيانا أريفيفا نيجينا أبدوريموفا         | فلادا إكشيباروفا كيم جراجديك ميكايلا أونتشوفا فالنتينا إيفاخنينكو          |
| 17 سبتمبر | شيمكنت، كازاخستان ملعب صلب $25،000 قرعة المباريات الفردية والزوجية                                                       | فالنتينا إيفاخنينكو كاتيرينا كوزلوفا 6–2، 6–4            | نيجينا أبدوريموفا كسينيا ألكان            | تتيانا أريفيفا نيجينا أبدوريموفا         | فلادا إكشيباروفا كيم جراجديك ميكايلا أونتشوفا فالنتينا إيفاخنينكو          |
| 17 سبتمبر | باطوم، جورجيا ملعب صلب $15،000 قرعة المباريات الفردية والزوجية                                                           | آني أميراغيان 6–1، 6–3                                   | آنا شكودون                                | يوليا كالابينا أولغا يانتشوك             | إيكاترين جورجودزي يوجينيا باشكوفا إليزافيتا يانتشوك صوفيا كفاتسابايا       |
| 17 سبتمبر | باطوم، جورجيا ملعب صلب $15،000 قرعة المباريات الفردية والزوجية                                                           | يوليا كالابينا يوجينيا باشكوفا 7–6(7–5)، 6–1             | ألونا فومينا آنا شكودون                   | يوليا كالابينا أولغا يانتشوك             | إيكاترين جورجودزي يوجينيا باشكوفا إليزافيتا يانتشوك صوفيا كفاتسابايا       |
| 17 سبتمبر | يوشكار-أولا، روسيا ملعب صلب $25،000 قرعة المباريات الفردية والزوجية نسخة محفوظة 2012-11-08 على موقع واي باك مشين.        | مارغريتا جاسباريان 7–5، 7–6(7–3)                         | ناديا كيتشينوك                            | أناستازيا فرولوفا فيرونيكا كابشاي        | أنيت كونتافيت تمارا تشروفيتش أنستاسيا سايتوفا فاليريا سولوفيفا             |
| 17 سبتمبر | يوشكار-أولا، روسيا ملعب صلب $25،000 قرعة المباريات الفردية والزوجية نسخة محفوظة 2012-11-08 على موقع واي باك مشين.        | مارغريتا جاسباريان فيرونيكا كابشاي 6–4، 2–6، [11–9]      | إيرينا بورياتشوك فاليريا سولوفيفا         | أناستازيا فرولوفا فيرونيكا كابشاي        | أنيت كونتافيت تمارا تشروفيتش أنستاسيا سايتوفا فاليريا سولوفيفا             |
| 17 سبتمبر | أنطاليا، تركيا ملعب صلب $10،000 قرعة المباريات الفردية والزوجية                                                          | أن صوفي ميستاتش 6–3، 6–2                                 | يورينا كوشينو                             | خوان تينغ-في أمينات كوشخوفا              | دينيز خازانوك كارولينا بيتانكورت ماريانا زاكارليوك كاثارينا لينيرت         |
| 17 سبتمبر | أنطاليا، تركيا ملعب صلب $10،000 قرعة المباريات الفردية والزوجية                                                          | يورينا كوشينو كانامي تسوجي 7–5، 6–2                      | خوان تينغ-في أولينا كيربوت                | خوان تينغ-في أمينات كوشخوفا              | دينيز خازانوك كارولينا بيتانكورت ماريانا زاكارليوك كاثارينا لينيرت         |
| 17 سبتمبر | مدريد، إسبانيا ملعب ترابي $10،000 قرعة المباريات الفردية والزوجية                                                        | تاتيانا بوا 6–3، 7–5                                     | أماندا كاريراس                            | أغنيزي زوكيني زيمينا هيرموسو             | إيفون كافالي ريمرز أولغا سيث لاررا نوريا باريزاس دياز أليس سافوريتي        |
| 17 سبتمبر | مدريد، إسبانيا ملعب ترابي $10،000 قرعة المباريات الفردية والزوجية                                                        | تاتيانا بوا لوسيا سيرفيرا فاسكيز 3–6، 6–1، [10–7]        | إيفون كافالي ريمرز إزابيل رابيساردا كالفو | أغنيزي زوكيني زيمينا هيرموسو             | إيفون كافالي ريمرز أولغا سيث لاررا نوريا باريزاس دياز أليس سافوريتي        |
| 17 سبتمبر | سان مالو، فرنسا ملعب ترابي $25،000 قرعة المباريات الفردية والزوجية نسخة محفوظة 2012-10-06 على موقع واي باك مشين.         | مارينا زانيفسكا 6–2، 6–7(5–7)، 6–0                       | إستريلا كابيزا كانديلا                    | أرانتشا بارا سانتونجا أندريا غاميز       | ليتيسيا سرازين أليسون فان يوتفانخ إيفا فرنانديز بروجوز إليتسا كوستوفا      |
| 17 سبتمبر | سان مالو، فرنسا ملعب ترابي $25،000 قرعة المباريات الفردية والزوجية نسخة محفوظة 2012-10-06 على موقع واي باك مشين.         | بيمرا أوزجن أليونا سوتنيكوفا 6–4، 7–6(8–6)               | ألكساندرينا نايدينوفا تيليانا بيريرا      | أرانتشا بارا سانتونجا أندريا غاميز       | ليتيسيا سرازين أليسون فان يوتفانخ إيفا فرنانديز بروجوز إليتسا كوستوفا      |
| 17 سبتمبر | بوغوتا، كولومبيا ملعب ترابي $10،000 قرعة المباريات الفردية والزوجية                                                      | سيسيليا كوستا ميلغار 1–6، 6–3، 6–4                       | يوليانا ليزارازو                          | باتريسيا كو فلوريس كاميلا كيريمباييفا    | ماريا فرناندىا هيرازو إميلي فانينغ أناستاسيا خارشينكو بلير شانكل           |
| 17 سبتمبر | بوغوتا، كولومبيا ملعب ترابي $10،000 قرعة المباريات الفردية والزوجية                                                      | يوليانا ليزارازو لورا بيجوسي 6–2، 6–2                    | بلير شانكل لورا أوكروس                    | باتريسيا كو فلوريس كاميلا كيريمباييفا    | ماريا فرناندىا هيرازو إميلي فانينغ أناستاسيا خارشينكو بلير شانكل           |
| 17 سبتمبر | الكأس الملكية NLB مونتينيغرو بودغوريتسا، مونتينيغرو ملعب ترابي $50،000 فردي – زوجي                                       | ريناتا فوراكوفا 3–6، 6–2، 6–0                            | ماريا إلينا كاميرين                       | إيفون ماوسبرجر دانكا كوفينتش             | تيريزا مردجا كارين كناب آنا لينا فريدسام آنا زيا                           |
| 17 سبتمبر | الكأس الملكية NLB مونتينيغرو بودغوريتسا، مونتينيغرو ملعب ترابي $50،000 فردي – زوجي                                       | نيكول كليريكو آنا زيا 4–6، 6–3، [11–9]                   | ميلين أرويو ماريا إيروغيين                | إيفون ماوسبرجر دانكا كوفينتش             | تيريزا مردجا كارين كناب آنا لينا فريدسام آنا زيا                           |
| 17 سبتمبر | ميناء بورت بيري، أستراليا ملعب صلب $25،000 قرعة المباريات الفردية والزوجية نسخة محفوظة 2012-10-06 على موقع واي باك مشين. | ساشا جونز 6–2، 7–5                                       | أوليفيا روجوفسكا                          | شانيل سيموندز زوزانا زلاخوڤا             | ألكسندرا ستيفنسون ماي مينوكوشي رايتشل تريدوكس ميسا إجوشي                   |
| 17 سبتمبر | ميناء بورت بيري، أستراليا ملعب صلب $25،000 قرعة المباريات الفردية والزوجية نسخة محفوظة 2012-10-06 على موقع واي باك مشين. | ساشا جونز سالي بيرز 6–4، 6–2                             | ستيفاني بينجسون شانيل سيموندز             | شانيل سيموندز زوزانا زلاخوڤا             | ألكسندرا ستيفنسون ماي مينوكوشي رايتشل تريدوكس ميسا إجوشي                   |
| 17 سبتمبر | شرم الشيخ، مصر ملعب صلب $10،000 قرعة المباريات الفردية والزوجية نسخة محفوظة 2012-09-24 على موقع واي باك مشين.            | بيلندا بنشيتش 6–3، 7–6(7–4)                              | فاطمة النبهاني                            | باربارا هاس مي القماش                    | زوزانا ماسيييفسكا أولغا بروزدا لاورا شيدر ليندا مائير                      |
| 17 سبتمبر | شرم الشيخ، مصر ملعب صلب $10،000 قرعة المباريات الفردية والزوجية نسخة محفوظة 2012-09-24 على موقع واي باك مشين.            | بيلندا بنشيتش لو برووو 7–6(7–3)، 3–6، [10–6]             | أولغا بروزدا جانا بيفن                    | باربارا هاس مي القماش                    | زوزانا ماسيييفسكا أولغا بروزدا لاورا شيدر ليندا مائير                      |
| 17 سبتمبر | فيلا أليندي، الأرجنتين ملعب ترابي $10،000 قرعة المباريات الفردية والزوجية                                                | كاتالينا بيلا 3–6، 7–5، 7–6(7–4)                         | كاميلا سيلفا                              | ناديه بودوروسكا كارولينا نواك            | كارولينا زيبالوس فرانسيسكا ريسكالداني آنا صوفيا سانشيز أورنيلا كارون       |
| 17 سبتمبر | فيلا أليندي، الأرجنتين ملعب ترابي $10،000 قرعة المباريات الفردية والزوجية                                                | فيكتوريا بوثيو كاتالينا بيلا 7–6(8–6)، 6–7(3–7)، [10–7]  | Andrea Benítez لوسيانا سارمينتي           | ناديه بودوروسكا كارولينا نواك            | كارولينا زيبالوس فرانسيسكا ريسكالداني آنا صوفيا سانشيز أورنيلا كارون       |
| 17 سبتمبر | دوبريتش، بلغاريا ملعب ترابي $25،000 قرعة المباريات الفردية والزوجية نسخة محفوظة 2012-10-06 على موقع واي باك مشين.        | آنه شيفر 6–2، 6–2                                        | أنجيليك فان دير ميت                       | ماجدا لينيت كوني بيرين                   | جاسمينا تينجيتش لورا-إيوانا أندري ماشا زيك بشكيريتش يوليا بيجيلزيمير       |
| 17 سبتمبر | دوبريتش، بلغاريا ملعب ترابي $25،000 قرعة المباريات الفردية والزوجية نسخة محفوظة 2012-10-06 على موقع واي باك مشين.        | كاتارزينا بيتر باربارا سوباشكيفيتش 6–2، 7–5              | ليزا سابينو آنه شيفر                      | ماجدا لينيت كوني بيرين                   | جاسمينا تينجيتش لورا-إيوانا أندري ماشا زيك بشكيريتش يوليا بيجيلزيمير       |
| 24 سبتمبر | Party Rock Open لاس فيغاس، الولايات المتحدة ملعب صلب $50،000 فردي – زوجي                                                 | لورين ديفيس 7–6(5–7)، 2–6، 2–6                           | شيلبي روجرز                               | أدريانا بيريز أناستازيا روديونوفا        | جيسيكا بيجلا يلينا بوفينا هايدي الطباخ مالوري بورديت                       |
| 24 سبتمبر | Party Rock Open لاس فيغاس، الولايات المتحدة ملعب صلب $50،000 فردي – زوجي                                                 | أناستازيا روديونوفا أرينا روديونوفا 2–6، 6–2، [6–10]     | يلينا بوفينا إيدينا جالوفيتس هول          | أدريانا بيريز أناستازيا روديونوفا        | جيسيكا بيجلا يلينا بوفينا هايدي الطباخ مالوري بورديت                       |
| 24 سبتمبر | Telavi Open تلاوي، جورجيا ملعب ترابي $50،000 فردي – زوجي                                                                 | يلينا سفيتولينا 1–6، 2–6                                 | لسيا تسورينكو                             | ألكسندرا كرونتش آنا شكودون               | آنا لينا فريدسام صوفيا شاباتافا أوكسانا كالاشنيكوفا تيريزا مردجا           |
| 24 سبتمبر | Telavi Open تلاوي، جورجيا ملعب ترابي $50،000 فردي – زوجي                                                                 | ريكا-لوسا ياني كريستينا شاكوفيتس 6–3، 4–6، [6–10]        | إيكاترينا دزيهاليفيتش أوكسانا كالاشنيكوفا | ألكسندرا كرونتش آنا شكودون               | آنا لينا فريدسام صوفيا شاباتافا أوكسانا كالاشنيكوفا تيريزا مردجا           |
| 24 سبتمبر | كليرمون فيران، فرنسا ملعب صلب $25،000 قرعة المباريات الفردية والزوجية نسخة محفوظة 2012-09-29 على موقع واي باك مشين.      | ستيفاني فوجيلي 4–6، 1–6                                  | تاتيانا مالك                              | آنا فرلجيتش فيسنا دولونك                 | آنا ريموندوينا جولي كوين ليزا ويبورن آن كريمر                              |
| 24 سبتمبر | كليرمون فيران، فرنسا ملعب صلب $25،000 قرعة المباريات الفردية والزوجية نسخة محفوظة 2012-09-29 على موقع واي باك مشين.      | ديانا مارسنكفيتشا بيبيان ويجيرس 6–3، 6–0                 | سامانثا موراي جيد ويندلي                  | آنا فرلجيتش فيسنا دولونك                 | آنا ريموندوينا جولي كوين ليزا ويبورن آن كريمر                              |
| 24 سبتمبر | مدريد، إسبانيا ملعب ترابي $10،000 قرعة المباريات الفردية والزوجية                                                        | ألكساندرينا نايدينوفا 6–0، 6–4                           | جاد سوفراين                               | أنيسي زوكيني روثيو دي لا توري سانشيز     | إيفون كافالي رايميرز كارولينا بيلوت أناليزا بونا جايا سانيسي               |
| 24 سبتمبر | مدريد، إسبانيا ملعب ترابي $10،000 قرعة المباريات الفردية والزوجية                                                        | مالو إجديسجارد ألكساندرينا نايدينوفا 5–7، 6–3، [10–3]    | تاتيانا بوا إيفون كافالي رايميرز          | أنيسي زوكيني روثيو دي لا توري سانشيز     | إيفون كافالي رايميرز كارولينا بيلوت أناليزا بونا جايا سانيسي               |
| 24 سبتمبر | جزيرة إميليا، الولايات المتحدة ملعب ترابي $10،000 قرعة المباريات الفردية والزوجية                                        | جيمي لوبي 6–3، 7–5                                       | ماري أوساكا                               | نعومي أوساكا ماريا فرناندا ألفاريز تيران | فيديريكا جراسياسو كيلسي لورنت ماريا شيشكينا كاترينا ستيوارت                |
| 24 سبتمبر | جزيرة إميليا، الولايات المتحدة ملعب ترابي $10،000 قرعة المباريات الفردية والزوجية                                        | ماريا فرناندا ألفاريز تيران ماريا فرناندا ألفيس 6–2، 6–2 | إليزابيث فيريس أناستاسيا خارشينكو         | نعومي أوساكا ماريا فرناندا ألفاريز تيران | فيديريكا جراسياسو كيلسي لورنت ماريا شيشكينا كاترينا ستيوارت                |
| 24 سبتمبر | براغ، جمهورية التشيك ملعب ترابي $10،000 قرعة المباريات الفردية والزوجية                                                  | ماجدا لينيت 2–6، 6–7(7–9)                                | زوزانا لوكناروفا                          | أنجيليكا موراتيلي بيرنيلا منديسوفا       | كاترينا سينياكوفا أناستاسيا كوماردينا تيريزا مارتينكوفا باربورا كرجتشيكوفا |
| 24 سبتمبر | براغ، جمهورية التشيك ملعب ترابي $10،000 قرعة المباريات الفردية والزوجية                                                  | لوسي براون أنجيليكا موراتيلي 3–6، 7–5، [6–10]            | كاترينا كرابيروفا ماجدا لينيت             | أنجيليكا موراتيلي بيرنيلا منديسوفا       | كاترينا سينياكوفا أناستاسيا كوماردينا تيريزا مارتينكوفا باربورا كرجتشيكوفا |
| 24 سبتمبر | شرم الشيخ، مصر ملعب صلب $10،000 قرعة المباريات الفردية والزوجية نسخة محفوظة 2012-10-02 على موقع واي باك مشين.            | بيلندا بنشيتش 4–6، 0–6                                   | باربارا هاس                               | ليدزيا ماروزافا فاطمة النبهاني           | زوزانا ماشجييفسكا تينا شيتشتل لورا شايدر يانا سيزيكوفا                     |
| 24 سبتمبر | شرم الشيخ، مصر ملعب صلب $10،000 قرعة المباريات الفردية والزوجية نسخة محفوظة 2012-10-02 على موقع واي باك مشين.            | أولغا بروزدا لو جياشيانغ 5–7، 2–6                        | فاطمة النبهاني ليدزيا ماروزافا            | ليدزيا ماروزافا فاطمة النبهاني           | زوزانا ماشجييفسكا تينا شيتشتل لورا شايدر يانا سيزيكوفا                     |
| 24 سبتمبر | أنطاليا، تركيا ملعب ترابي $10،000 قرعة المباريات الفردية والزوجية                                                        | يوفانا ياكشيتش 7–5، 7–5                                  | زوزانا زالابسكا                           | ديانا بوزيان فلاديسلافا زانوسينكو        | مارتينا دي جيوسيبي يورينا كوشينو ماتيلدا هاملين فارفارا فلينك              |
| 24 سبتمبر | أنطاليا، تركيا ملعب ترابي $10،000 قرعة المباريات الفردية والزوجية                                                        | أناييس لاوريندون كاترينا فانكوفا 7–5، 6–3                | ديانا بوزيان بيانكا هنكو                  | ديانا بوزيان فلاديسلافا زانوسينكو        | مارتينا دي جيوسيبي يورينا كوشينو ماتيلدا هاملين فارفارا فلينك              |
| 24 سبتمبر | فارنا (بلغاريا) ملعب ترابي $10،000 قرعة المباريات الفردية والزوجية                                                       | فيكتوريا توموفا 6–1، 6–4                                 | أناستاسيا فاسيليفا                        | غابرييلا تلابا باتريسيا ماريا تيغ        | رادينا ديميتروفا رالوكا إلينا بلاتون ليزا سابينو ألكسندرا داماشين          |
| 24 سبتمبر | فارنا (بلغاريا) ملعب ترابي $10،000 قرعة المباريات الفردية والزوجية                                                       | ميكايلا بوف أناستاسيا فاسيليفا 6–1، 7–5                  | بوريسلافا بوتوشاروفا فيكتوريا توموفا      | غابرييلا تلابا باتريسيا ماريا تيغ        | رادينا ديميتروفا رالوكا إلينا بلاتون ليزا سابينو ألكسندرا داماشين          |
| 24 سبتمبر | جلبارغا، الهند ملعب صلب $10،000 قرعة المباريات الفردية والزوجية                                                          | بريرنا بامبري 6–2، 6–2                                   | يانغ زي                                   | فنيز تشان تشانغ نانان                    | ألكسندرا كوراشفيلي سري بيدي ريدي روشمي تشاكرافارتي إميلي ويبلي سميث        |
| 24 سبتمبر | جلبارغا، الهند ملعب صلب $10،000 قرعة المباريات الفردية والزوجية                                                          | كيم هي-سونغ كيم جو-أون 6–1، 6–1                          | لي بي-تشي يانغ تشيا-هسين                  | فنيز تشان تشانغ نانان                    | ألكسندرا كوراشفيلي سري بيدي ريدي روشمي تشاكرافارتي إميلي ويبلي سميث        |

## الروابط الخارجية
- "10،600 لاعبة، 1135 حدثًا: جولة الاتحاد الدولي لكرة المضرب العالمية للسيدات لعام 2023 بالأرقام". الاتحاد الدولي لكرة المضرب. اطلع عليه بتاريخ 2024-01-02.
- "أجندة جولة الاتحاد الدولي لكرة المضرب العالمية للسيدات". الاتحاد الدولي لكرة المضرب. اطلع عليه بتاريخ 2024-01-02.
- الاتحاد الدولي لكرة المضرب